# Avanza Baix
Avanza Baix (antes Mohn S.L.) es una empresa dedicada al transporte público, que opera diversas líneas de autobuses urbanos y suburbanos en la comarca del Bajo Llobregat y entre esta y la ciudad de Barcelona. Fue constituida en el año 1939 en Viladecans, y actualmente forma parte de un grupo industrial del transporte y la automoción cuya matriz es la sociedad Cinfromas S.L. Originalmente prestaba los servicios entre Gavá, Viladecans, San Clemente de Llobregat y Barcelona, extendiéndose posteriormente a los municipios de Begas, Olesa de Bonesvalls y Castelldefels. Actualmente opera una red de 30 líneas y unos 200 autobuses que, junto a otras dos empresas del grupo, operan bajo la marca comercial Baixbus.
Desde el 26 de diciembre de 2021, las líneas del Área metropolitana de Barcelona pasan a se operadas por el Grupo Avanza, bajo el nombre Avanza Baix.

## Historia

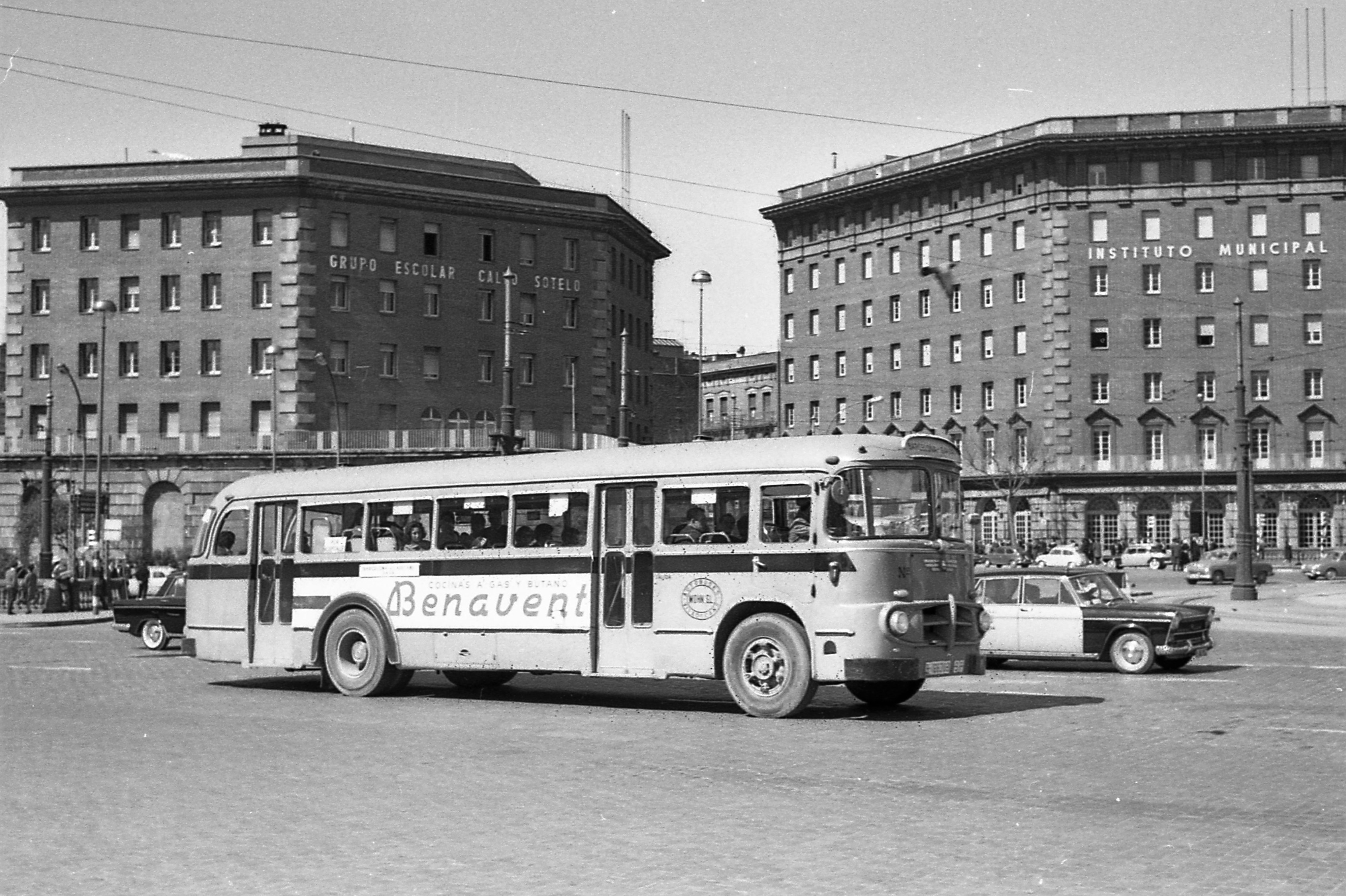
En la Plaza de España de Barcelona en los años sesenta, el autobús 34 de Mohn, un Pegaso de modelo y carrocería desconocidos.

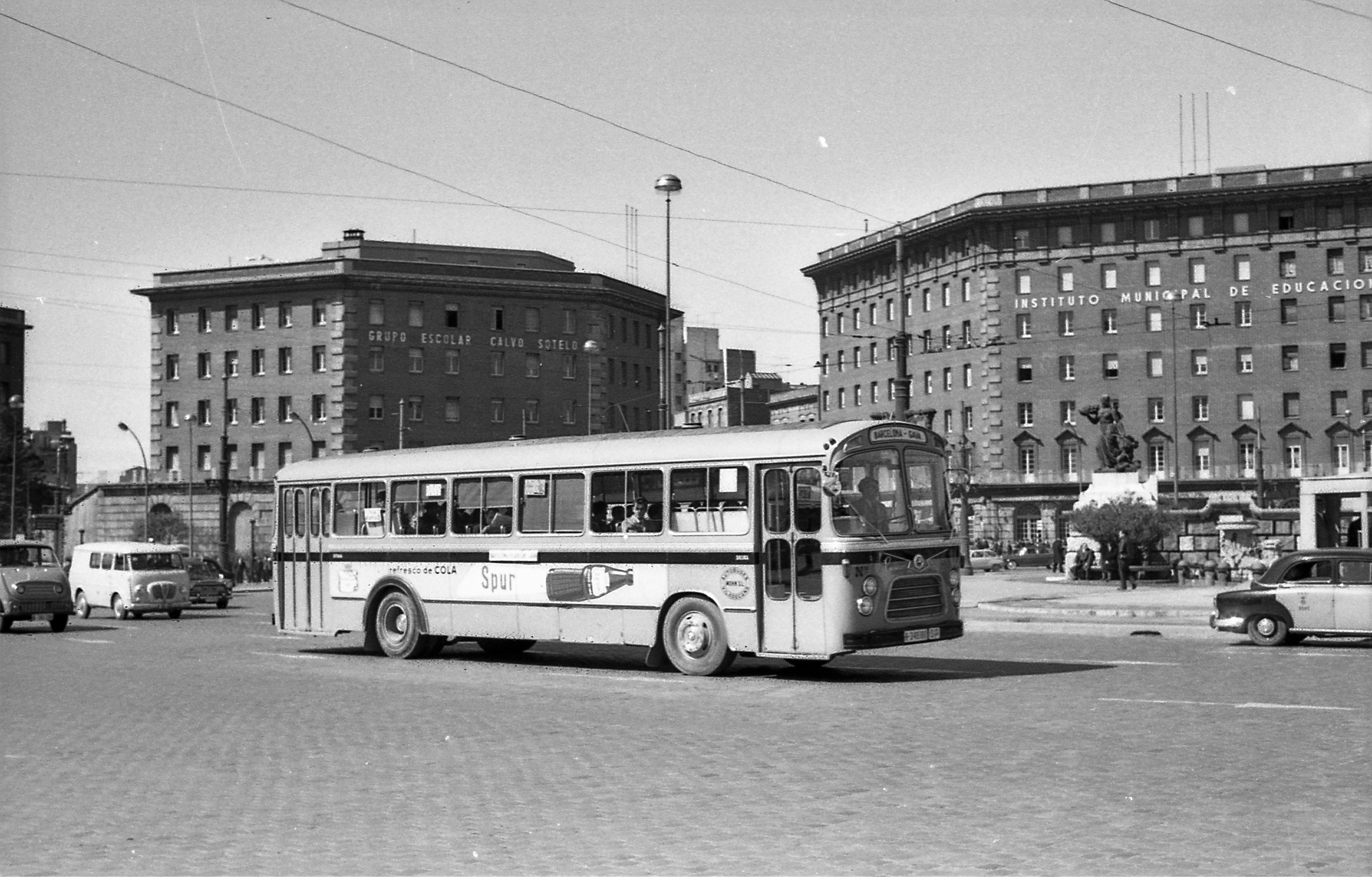
En el mismo lugar y misma fecha, el número 36, un Pegaso 5020 con carrocería de Obradors.

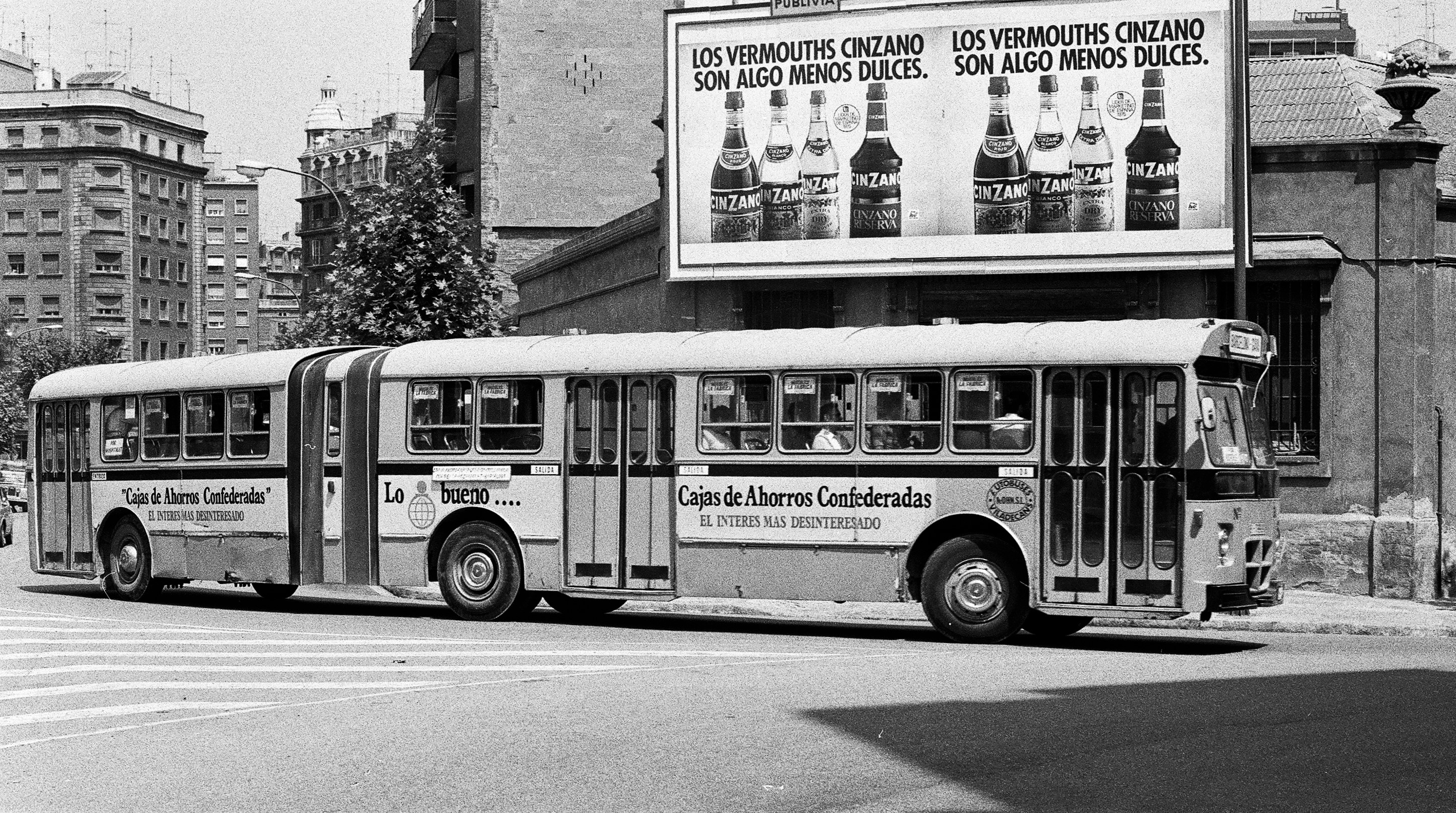
Uno de los seis autobuses articulados Pegaso 6035-A, en el cruce de las calles Lleida y Tamarit de Barcelona, en 1976.

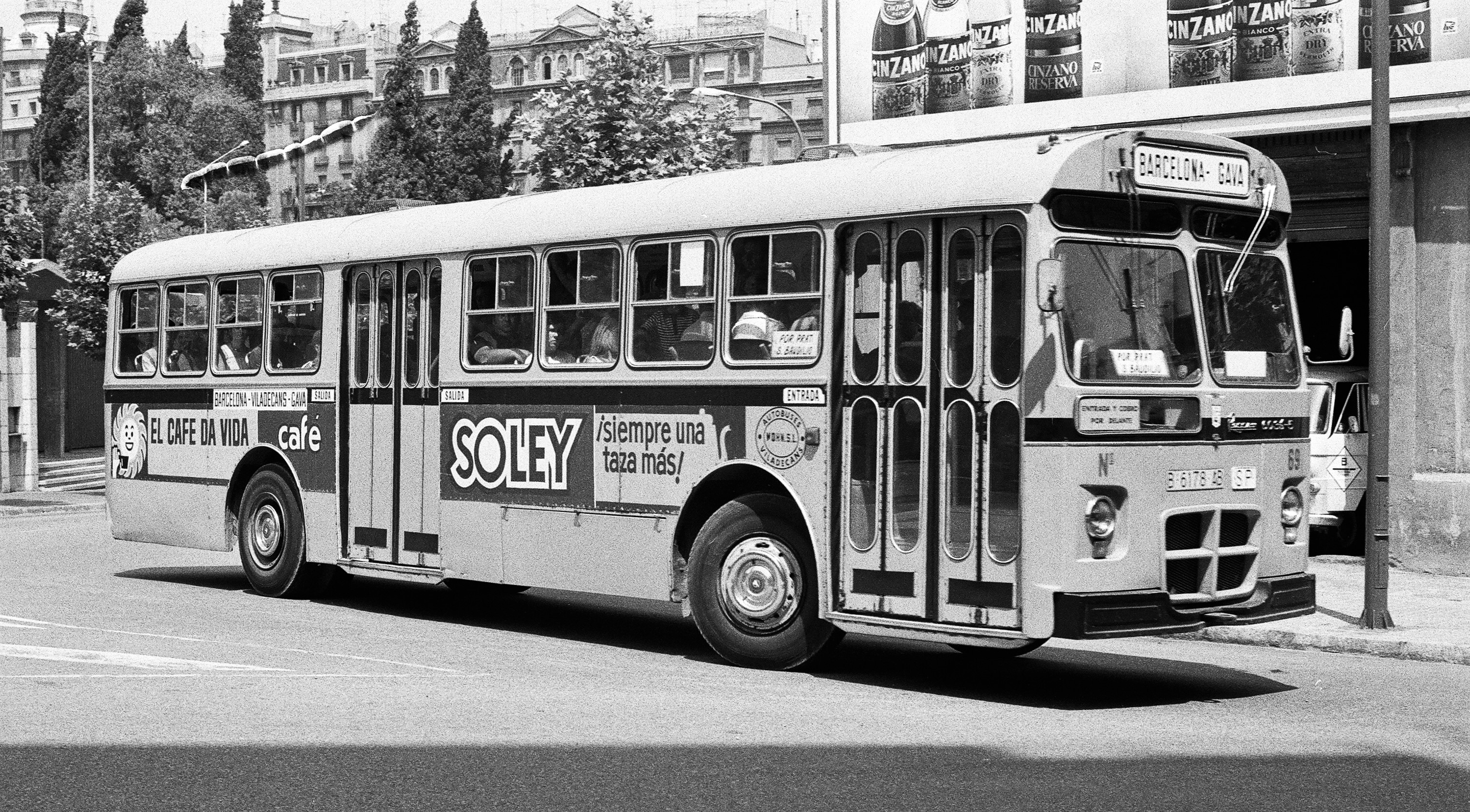
El Pegaso 6035-5 número 69, en el mismo lugar y fecha.

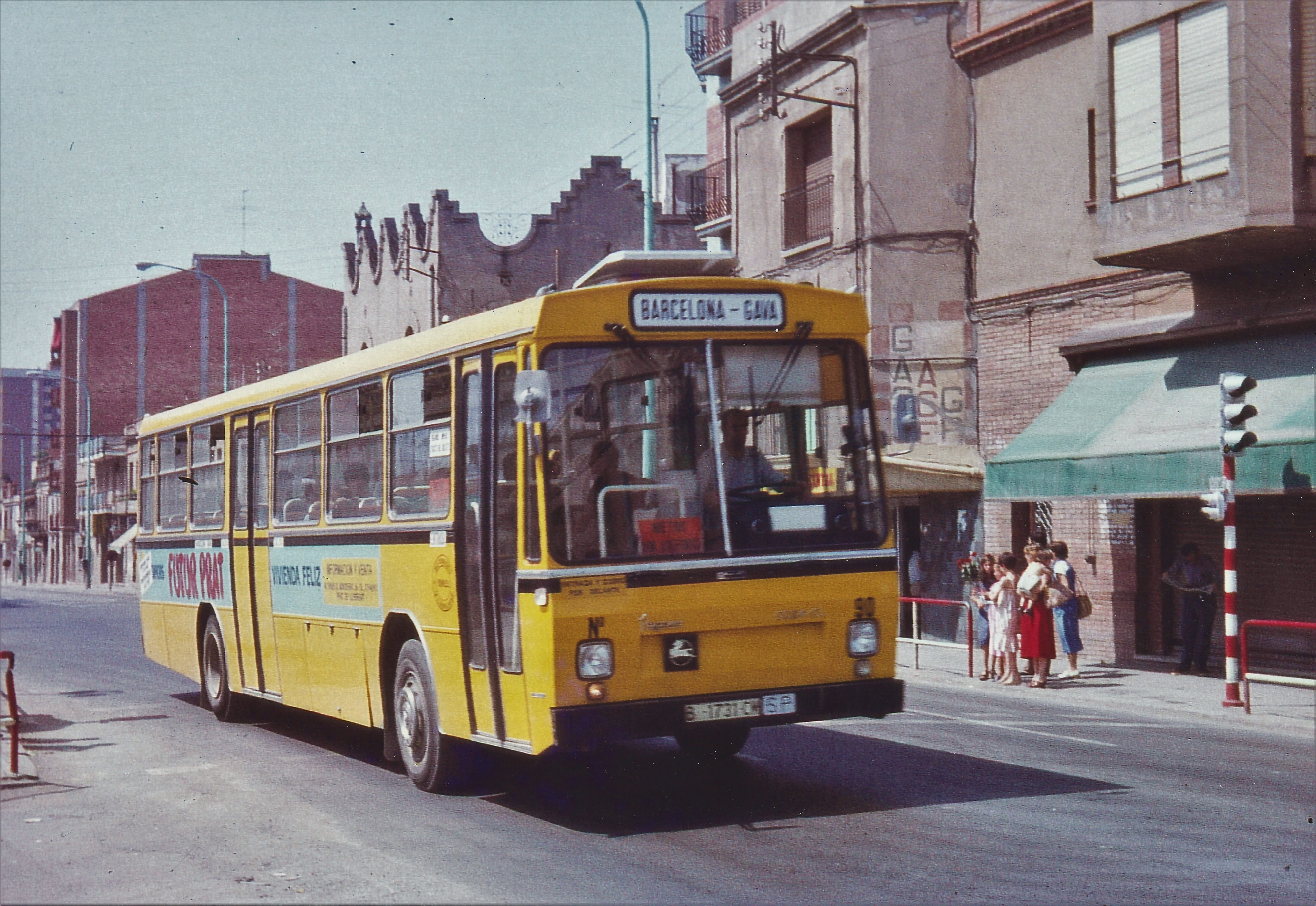
En Viladecans en 1975, el Pegaso 5024-CLN/Unicar U-75 número 90.

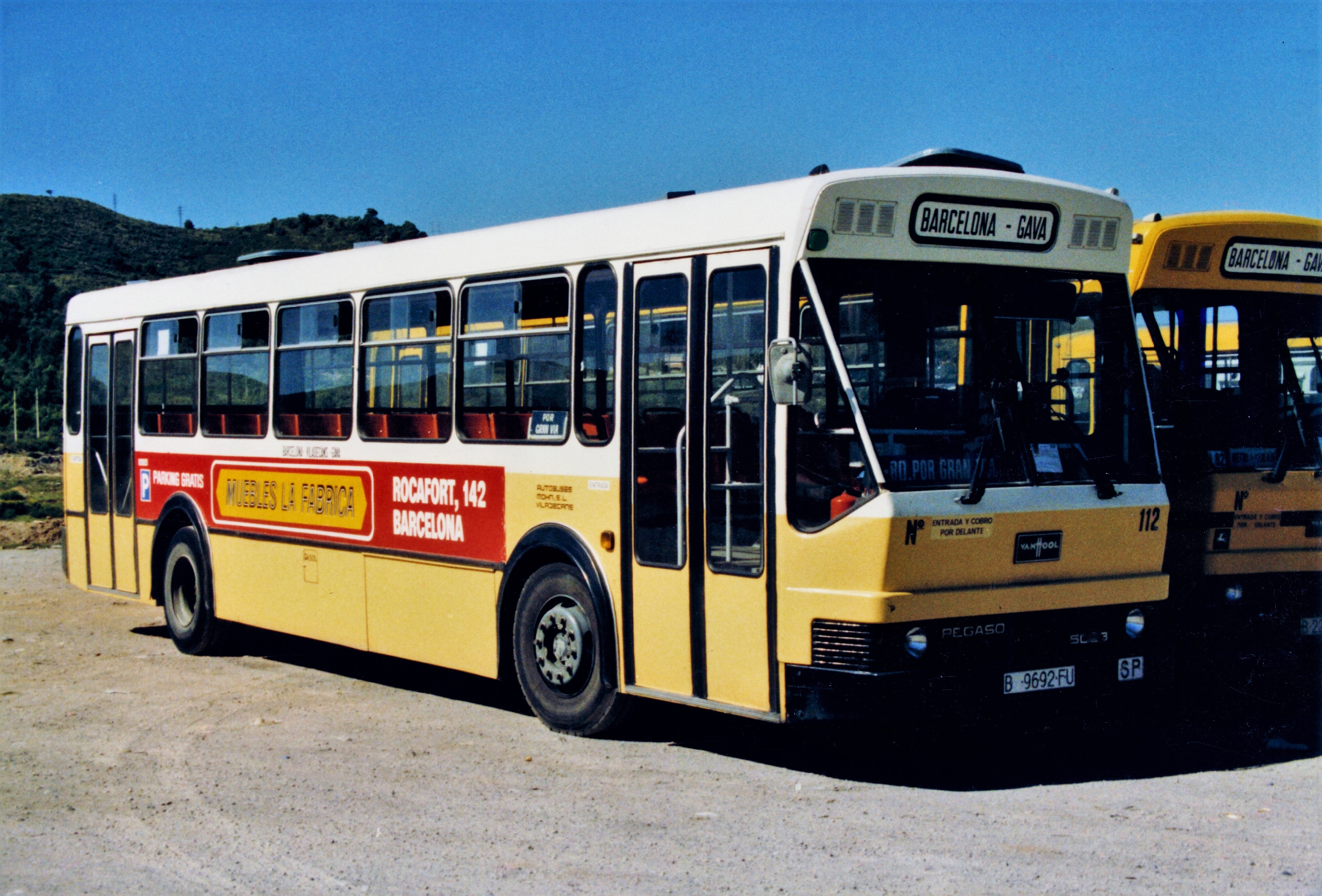
En la terminal de Gavá situada junto a la carretera de Begas, el Pegaso 5023 con carrocería de Van Hool, número 112.

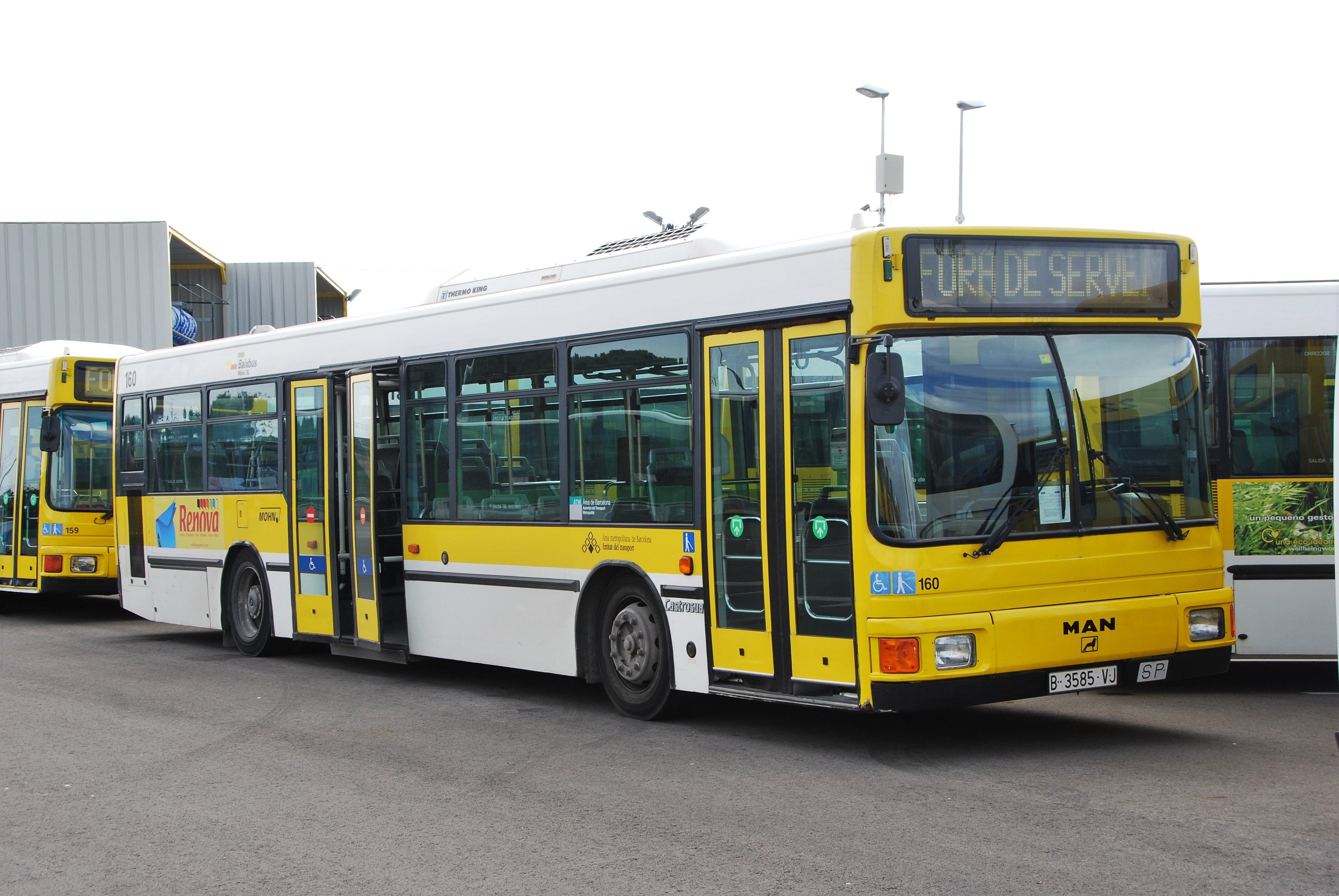
En las cocheras de Gavá, el MAN NL262F número 160.

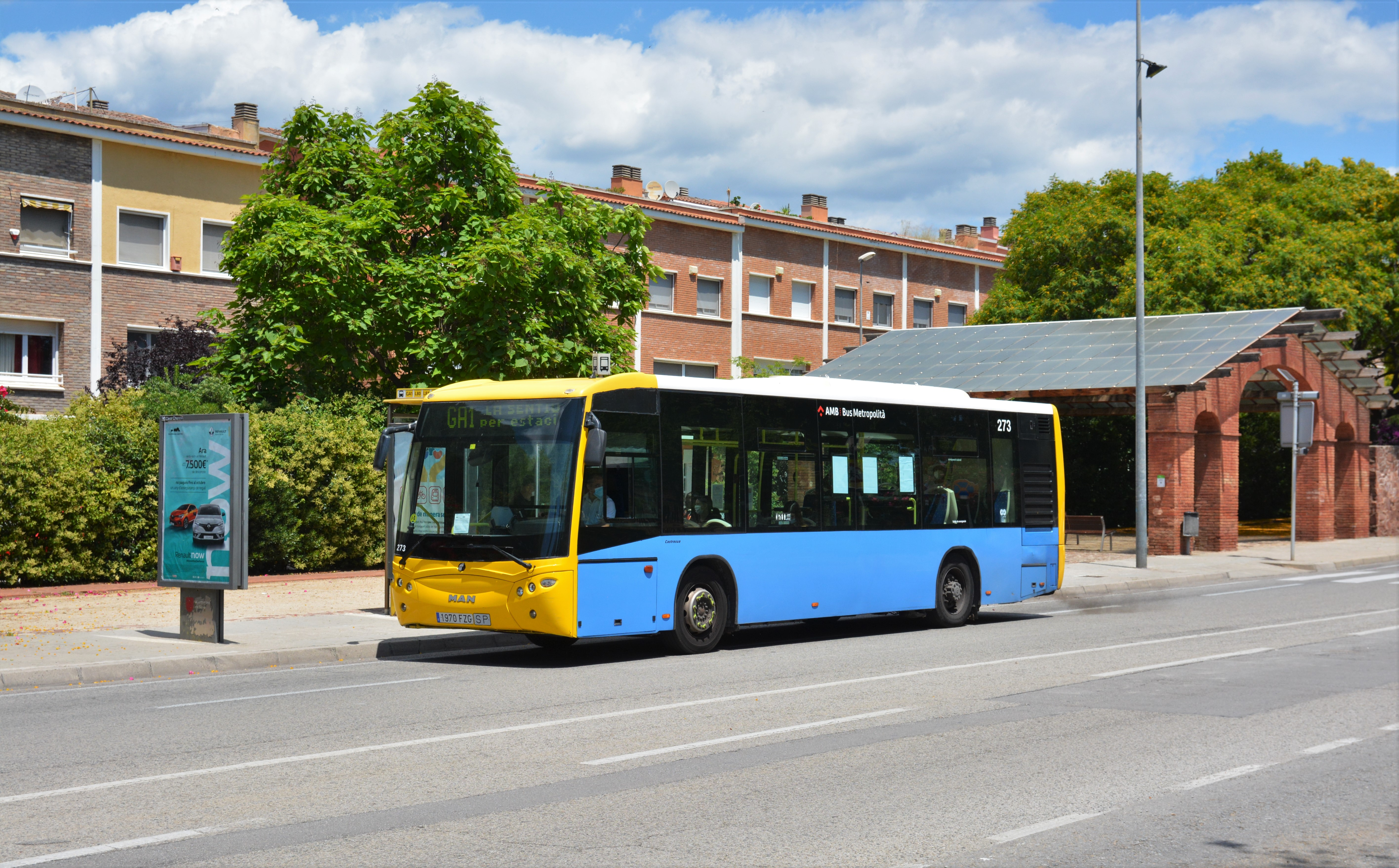
Uno de los midibuses MAN/Castrosúa, el 273, con los colores del servicio urbano de Gavá.

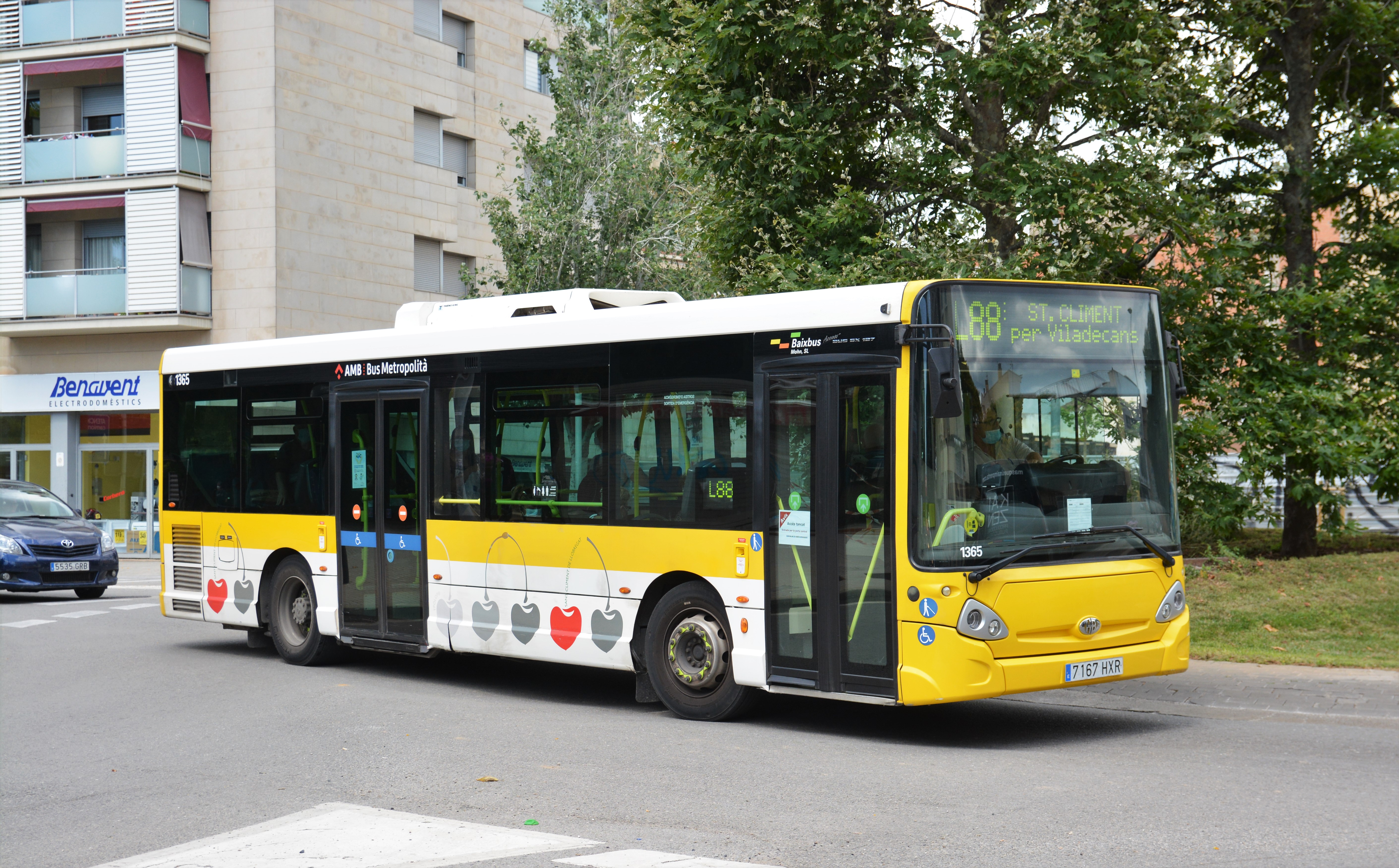
El número 1365 está asignado a la línea L88 de San Clemente. Por eso tiene una decoración específica con cerezas, producto típico de esa población.

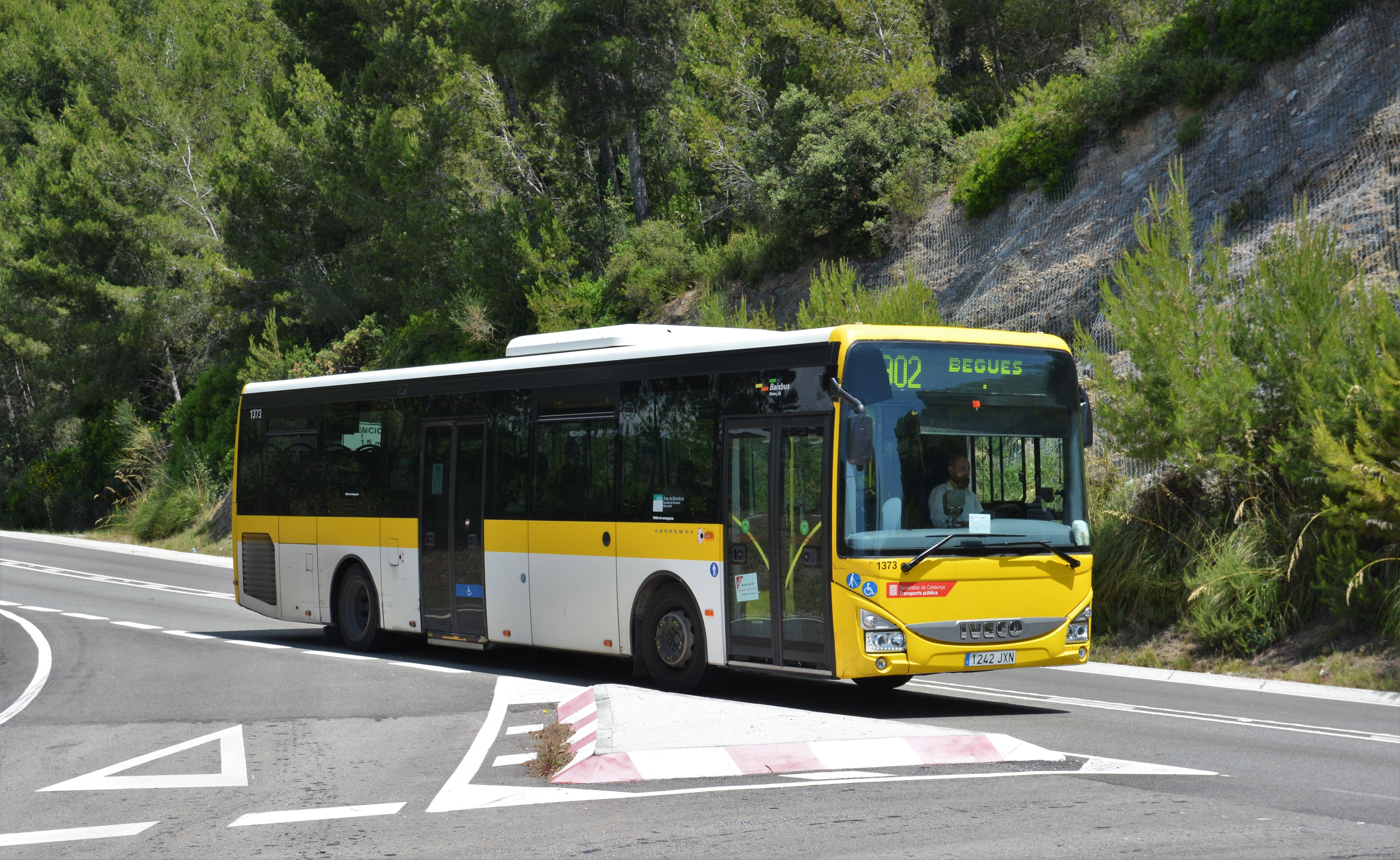
En la carretera BV-2041, el 1373 asignado a la línea de Gavá a Begas, motivo por el cual lleva la marca de color rojo de los Transportes públicos de la Generalidad de Cataluña.

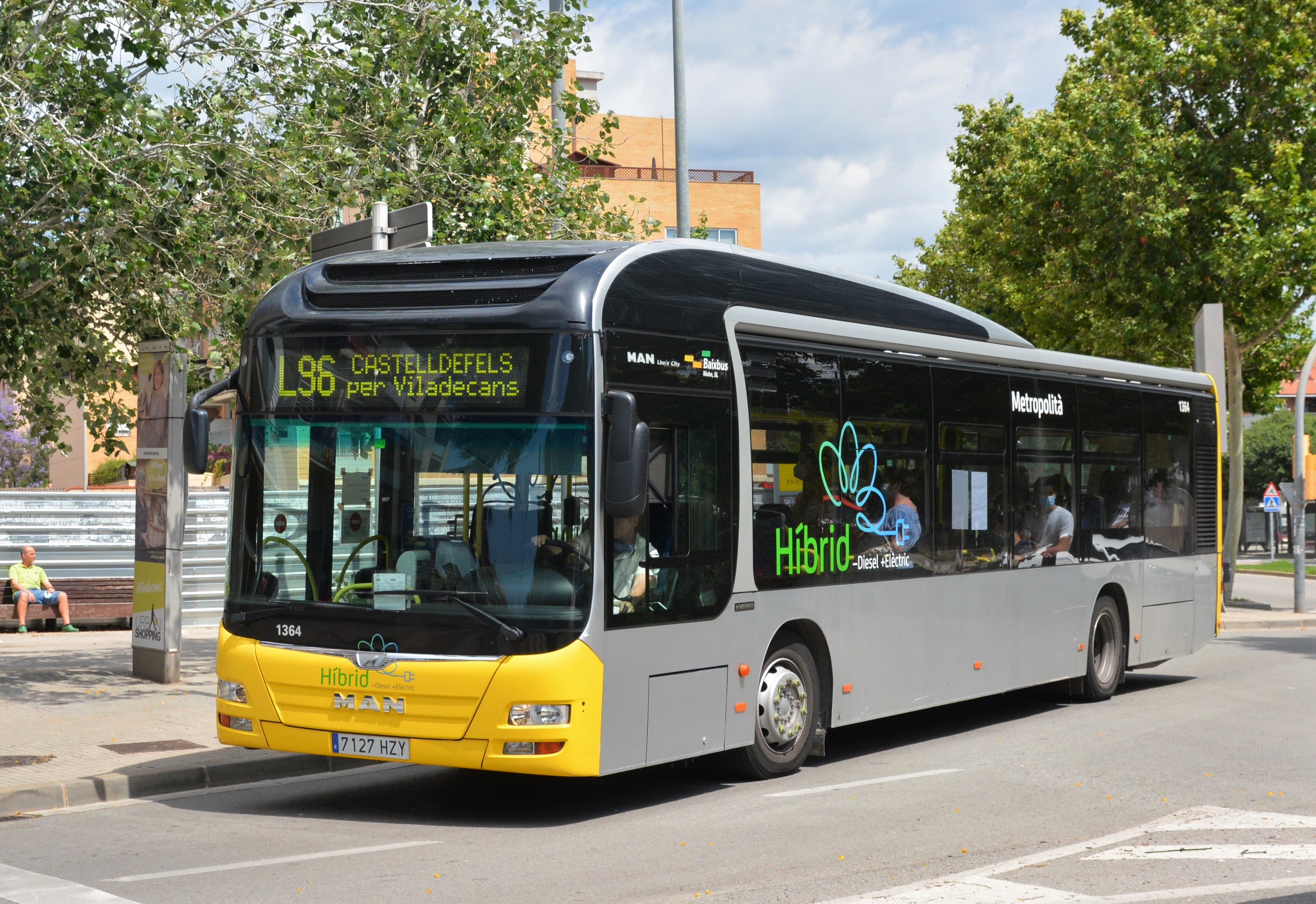
Autobús híbrido MAN Lion's City número 1364 en Viladecans.

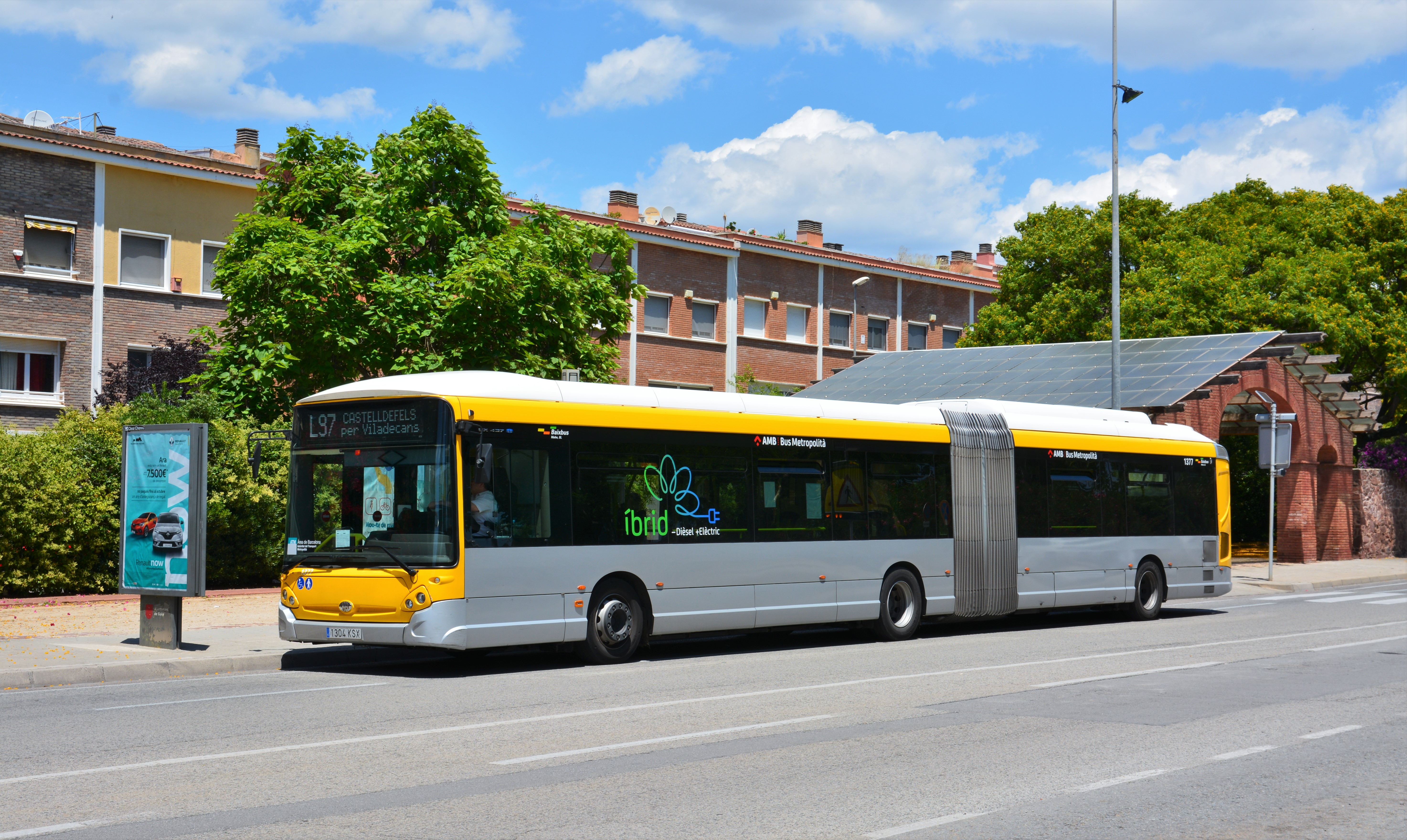
Uno de los articulados híbridos Heuliez GX 437 puestos en servicio en 2019, el 1377, en Gavá.

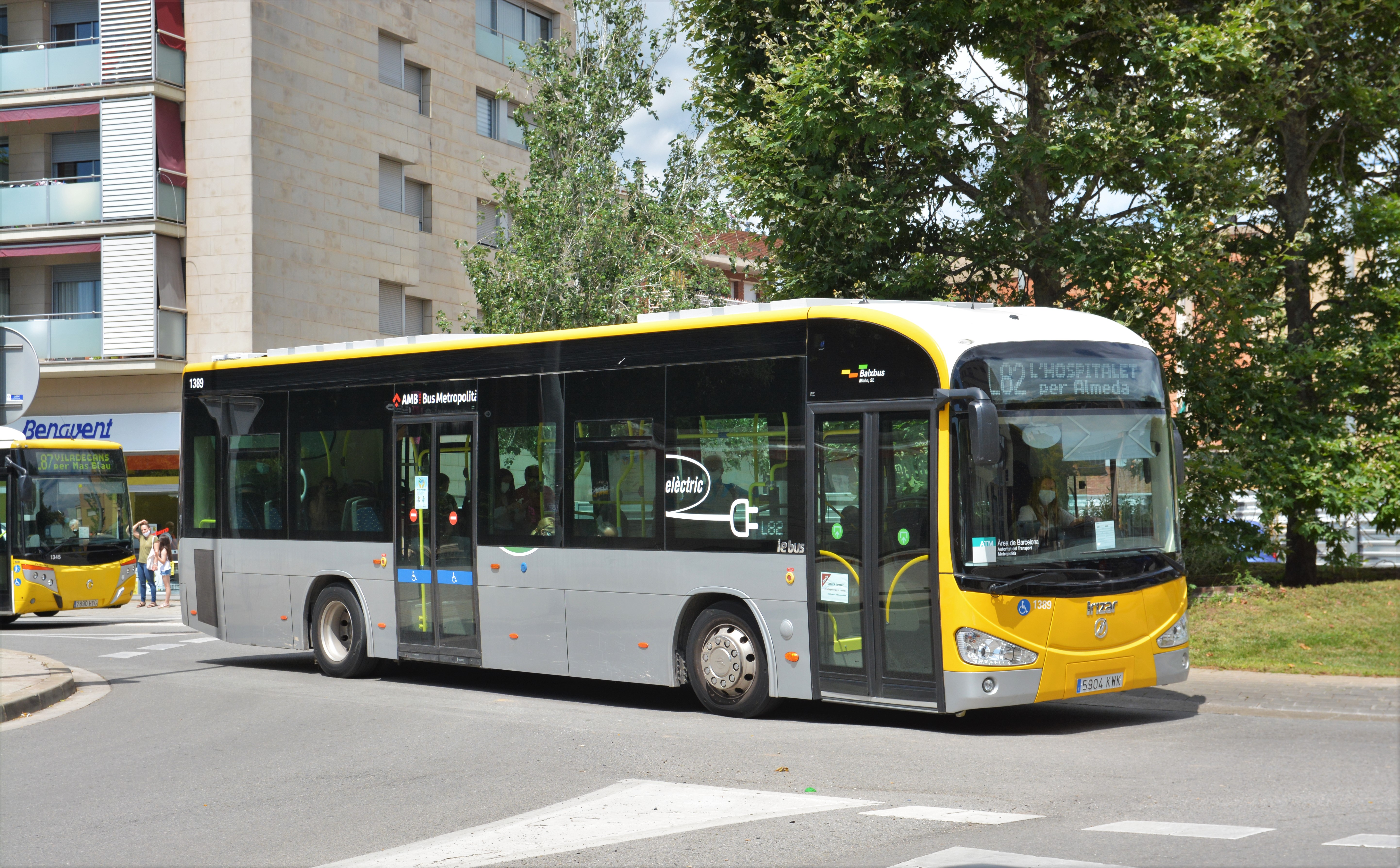
El 1389 es uno de los Irizar eléctricos puestos en servicio en 2019.

### Antecedentes
A la llegada del ferrocarril a Gavá en el año 1881, la familia Enrich (que ya se dedicaba a esta actividad) comenzó a explotar un servicio de tartanas entre la estación de ferrocarril y las poblaciones de Viladecans y San Clemente de Llobregat. El 21 de septiembre de 1918 uno de sus miembros, Jaume Enrich Amat, obtuvo del Ministerio de Fomento la concesión para transformar este servicio en otro prestado con autobuses. A principios de los años veinte puso en servicio una línea de autobuses entre Gavá y Barcelona, aunque lo hizo a través de un pariente suyo (Pere Bruach Santfeliu) para no entrar en enfrentamientos con la compañía del ferrocarril MZA, dado que esta línea entraba en competencia directa con los trenes. Para ello adquirió cuatro autobuses Hispano-Suiza, que pintó de color rojo. Al parecer, Jaume Enrich Amat dejó de prestar el servicio a San Clemente de Llobregat más o menos cuando comenzó a operar la línea de Barcelona.
Hubo otra concesión del mismo servicio entre Gavá y Barcelona, que fue solicitada por Pere Juvé Puig en 1923. Aunque parece confirmado que los autobuses de Juvé realmente circularon, no queda claro si prestaron servicio simultáneamente con los de Enrich/Bruach o si los sustituyeron, dado que el 18 de enero de 1923 el Ayuntamiento de Viladecans aceptó la solicitud de Juvé para la prestación de ese servicio «en exclusiva».

### Walter Mohn
Ferran Walter Mohn (1891-1966, más conocido simplemente como Walter Mohn) nació en 1891 en la población alemana de Metzingen, en el estado de Baden-Wurtemberg. En 1899, la familia Mohn-Flamm se trasladó a la ciudad marroquí de Casablanca. En ese país se había instalado una creciente colonia alemana desde el año 1873, como parte del colonialismo del Segundo Reich. El padre de Walter estuvo trabajando allí en la empresa Mannesmann, dedicada a la importación y exportación de productos mineros y agrarios. Hacia 1904, tras la muerte del padre, el hijo mayor le sustituyó en Mannesmann, de la cual entró a formar parte como socio. Por aquella época, Walter comenzó a trabajar en la empresa. Tras la Crisis de Agadir en 1911, la colonia alemana vio comprometida su estancia en Marruecos, agravándose con el inicio de la Primera Guerra Mundial. Ante esa complicada situación, en agosto de 1914, a la edad de 23 años, Walter Mohn decidió abandonar Marruecos, trasladándose primero a Cádiz y luego a Barcelona, a principios de los años veinte, siguiendo trabajando para Mannesmann.
En septiembre de 1920, el empresario estadounidense descendiente de alemanes Franz Mawick fundó, junto con otros socios (al menos, también el suizo Piet Meyer), la empresa IMPEX (Importaciones y Exportaciones S.A.). Franz Mawick se dedicaba a la compra y venta de tierras y explotaciones agrarias, cuyos negocios estaban vinculados con la empresa Mannesmann. IMPEX, entre otros negocios, importaba y vendía automóviles y camiones.  En 1921, Paula Mohn, hermana de Walter, se casó con Franz Mawick. Poco después, Mawick contrató a su cuñado, y fue así como Walter Mohn comenzó a trabajar en la empresa Marlo, más o menos al mismo tiempo que consiguió la nacionalidad española.
Probablemente como consecuencia de ese negocio de importación de vehículos, y también por la atracción de diversas empresas de origen suizo y alemán instaladas en el Bajo Llobregat, a principios de 1924 IMPEX solicitó la concesión para prestar un servicio de autobuses entre Gavá, Viladecans y Barcelona, que le fue otorgada el 24 de mayo.
Es posible que IMPEX absorbiera la concesión de Juvé en 1924 y, tras un breve tiempo de competencia, en la primavera de 1925 IMPEX absorbió también la concesión obtenida anteriormente por Enrich/Bruach de la línea entre Gavá y Barcelona, dejando estos de prestar el servicio. En el mes de julio de ese año, la empresa puso en marcha una fábrica de levadura, que se mantuvo operativa hasta 1999, aunque explotada por otra empresa. En 1928 la línea de Gavá fue prolongada hasta Castelldefels.
A finales de 1931, IMPEX nombró como apoderado a Walter Mohn, que ascendió a gerente en 1934. Durante la Guerra Civil la empresa fue incautada por los obreros, siguiendo prestando los mismos servicios en la medida que lo permitía la situación de guerra. En el momento del inicio de la guerra, la empresa disponía de diez autobuses. Acabado el conflicto bélico, la concesión de autobuses fue separada de la empresa y adquirida por Walter Mohn, para cuya explotación creó la sociedad Mohn S.L. el 22 de noviembre de 1939. IMPEX siguió sus actividades de importación de vehículos y explotación de la fábrica de levadura, aunque el 30 de octubre de 1940 una junta general extraordinaria acordó la disolución de la sociedad.
Mohn se constituyó con un capital social de 200.000 pesetas, estando la mayoría de acciones en manos de Walter Mohn. En aquel momento disponía de seis autobuses, con los que comenzó el servicio entre Castelldefels, Gavá y Barcelona desde el 1 de enero de 1940. Las penurias de la posguerra motivaron que el 26 de julio de ese año el Ministerio de Hacienda dictara una orden, por la que obligaba a suspender todos los servicios de autobuses paralelos a los ferrocarriles, debida a la falta de combustible. Por ese motivo, Mohn tuvo que limitar sus servicios al recorrido entre Gavá y San Baudilio de Llobregat, donde los viajeros transbordaban a los trenes de la Compañía General de los Ferrocarriles Catalanes (CGFC), haciendo una sola expedición diaria a Barcelona y abandonando el trayecto entre Castelldefels y Gavá. En 1941 la empresa pudo retomar el servicio a Castelldefels, aunque tan solo con dos servicios diarios entre el 15 de julio y el 15 de septiembre.
En diciembre de 1942 entró a formar parte de la sociedad el suizo Piet Meyer, sustituyendo a Antoni Fita, reduciendo Walter Mohn su participación, lo que volvió a hacer en enero de 1944, cuando otro nuevo socio, Pere Garrido, adquirió parte de las acciones. En esa misma operación se amplió el capital social a 270.000 pesetas. Tuvieron que pasar aún muchos años hasta que se normalizó el servicio, y no fue hasta el 1 de abril de 1949 cuando Mohn pudo de nuevo realizar el recorrido completo de su línea entre Gavá y Barcelona. El 7 de mayo de 1951 Mohn volvió a solicitar de nuevo la concesión de la línea, obligada por la reglamentación derivada de la Ley de 27 de diciembre de 1947 sobre ordenación de los transportes mecánicos por carretera, fijando su terminal en Barcelona delante del número 353 de la Gran Vía de las Cortes Catalanas, junto a la Plaza de España.
El 30 de agosto de 1951, Mohn puso en servicio una nueva línea entre Begas y Barcelona. En 1952 constan como titularidad de la empresa solo dos líneas: la original de Gavá a Barcelona (ya no llegaba a Castelldefels) y esta de Begas, que compartían el recorrido entre Viladecans y Barcelona.

### La familia Huch
A mediados de los años cincuenta Walter Mohn abandonó la propiedad de la empresa, que pasó a manos catalanas, concretamente las de la familia formada por Santiago Huch Bosch y su mujer, Rosa Miró Jabal. Desde entonces, la empresa ha permanecido en manos de sus descendientes. Santiago Huch Bosch ya trabajaba desde hacía años en el sector del transporte de viajeros. En 1928, junto a otros tres jóvenes emprendedores, solicitó una primera concesión para establecer una línea de autobuses entre Barcelona y el Monasterio de Montserrat. En 1933, los cuatro formaron la empresa Auto Transportes Julià (actualmente Autocares Julià), de la cual no se retiró hasta 1979.
Tras el traspaso de la propiedad, comenzó a utilizarse el nombre Autobuses Viladecans para identificarla, denominación que se usó en paradas, autobuses y billetes. Aunque eso nunca supuso un cambio oficial ni legal de la denominación, Autobuses Viladecans se mantuvo en uso aún durante muchos años, al menos hasta 1992, aunque siempre junto al nombre legal de la empresa.
Durante los primeros años, la familia Huch-Miró continuó prestando los mismos servicios. En la década de los sesenta perdieron la concesión de la línea de Begas y obtuvieron tres más para una nueva línea entre Barcelona y Gavá por El Prat de Llobregat, para una hijuela de la línea original por El Prat de Llobregat y San Baudilio de Llobregat y para la prolongación de una de sus líneas hasta la playa de Castelldefels durante los meses de verano.
En julio de 1974, Mohn obtuvo la primera concesión fuera de su ámbito geográfico habitual: fue la línea que iba desde las viviendas de Cinco Rosas, en el barrio de Camps Blancs de San Baudilio de Llobregat, hasta Barcelona, en competencia con otra de la empresa Oliveras S.A.
A finales de ese año, Oliveras S.A., con sede en Hospitalet de Llobregat, acumulaba unas pérdidas económicas tan grandes que ofreció venderla al Ayuntamiento de esa ciudad. El gobierno local rechazó la oferta, y el alcalde del momento manifestó que debería ser la recién creada Corporación Metropolitana de Barcelona la que la adquiriera, para dar así solución a los problemas de transporte de la zona. Finalmente, fue la empresa Mohn S.L. la que acudió al rescate de Oliveras, adquiriendo acciones de la compañía y pasando a controlarla, aunque mantuvo su marca e independencia tanto de gestión como operativa. No obstante, poco después (seguramente a partir de 1976), los autobuses de Oliveras comenzaron a pintarse con el mismo esquema que los de Mohn, pero usando el color naranja en vez del amarillo.
En 1975 Mohn comenzó a prestar servicio entre la Plaza de España de Barcelona y Castelldefels, probablemente solo en verano. Y en 1977 puso en servicio una línea concedida por la Corporación Metropolitana de Barcelona (CMB) entre Gavá y la estación de metro de Sant Ildefons, inaugurada el en noviembre de 1976.
El 24 de abril de 1980 se traspasó la concesión de la línea entre Barcelona y San Clemente de Llobregat de Oliveras a Mohn.
Aunque tenía las competencias sobre el transporte metropolitano desde hacía ya años, la CMB no comenzó a ejercerlas activamente hasta la segunda legislatura local, a partir de 1983. En esa época comenzó a unificar las concesiones que antes otorgaba el Ministerio de Fomento. El 14 de abril de 1983, la CMB unificó todas las concesiones de Mohn en una sola, denominada U-1. En aquel momento, Mohn prestaba servicio en diez líneas y tenía unos 90 trabajadores y 30 autobuses. Un año antes, la CMB unificó también la denominación de las líneas, asignando números de dos cifras precedidos de una letra, siendo esta la «L» para las de la zona del Bajo Llobregat.
En 1987, tras más de 30 años proveyéndose de autobuses nacionales, casi en exclusiva de Pegaso, Mohn puso en servicio los primeros autobuses de fabricación extranjera, del modelo B10M de Volvo que, además, fueron los primeros de su flota en disponer de aire acondicionado y los últimos con piso alto.

### Expansión de Mohn
El 29 de marzo de 1990, la Entidad Metropolitana del Transporte (EMT, que sucedió a la CMB en 1987) adjudicó a Mohn el nuevo servicio nocturno entre Barcelona y diversos municipios del Bajo Llobregat. El 28 de septiembre de ese año entraron en servicio las tres primeras líneas. Poco después, el 5 de octubre de ese mismo año, y treinta años después de haberla perdido, recuperó la concesión de la línea de Begas, tras la renuncia de Auto Transportes Petit Canigó S.A., al no poder hacer frente a los gastos de explotación.
El 20 de junio de 1992, Mohn comenzó a operar una línea muy antigua, que enlazaba la plaza de la Universidad de Barcelona con la playa de Castelldefels solo en los meses de verano. Destinada a los bañistas, se creó en 1945 y durante muchos años fue una línea concedida a RENFE, por tener el trayecto coincidente con el ferrocarril, con la denominación T-11. Fue concedida a Mohn el 28 de mayo de 1992 y pasó a denominarse L94.
El año 1995 fue el de la expansión definitiva de Mohn a la zona de Castelldefels, cuyo servicio de transportes suburbanos estaba hasta entonces en manos de la Empresa Rué. Esta empresa local venía prestando un deficiente servicio desde hacía años, con incumplimiento de horarios y utilizando una decrépita flota de viejos autobuses. Tras el correspondiente concurso público (en el que también presentaron oferta TRAPSA y Transports Ciutat Comtal), el 29 de septiembre de 1994 la EMT adjudicó las líneas de Castelldefels a Mohn.
Se crearon tres líneas nuevas, en sustitución de las que operaba Rué , que comenzaron a prestar servicio el 10 de abril de 1995. Rué hizo caso omiso de las disposiciones legales y continuó explotando sus líneas, en paralelo a las de Mohn, mientras esperaba la resolución del recurso de nulidad que presentó. Finalmente tuvo que intervenir la policía, que inmovilizó los autobuses de Rué el 29 de mayo. De este modo, Mohn se hizo cargo de todo el transporte público de la zona oeste de la comarca del Bajo Llobregat, en exclusiva en los municipios de Begas, Castelldefels, Gavá y Viladecans, situación que mantiene en la actualidad.
El 11 de febrero de 1999 se constituyó, en Hospitalet de Llobregat (Barcelona), la empresa Cinfromas S.L., una sociedad gestora (holding) donde la familia Huch agrupó todos sus negocios de transporte público, concesionarios de automóviles, talleres de automoción e inmobiliarios. En ese grupo se integraron las tres empresas de autobuses que la familia controlaba en el Bajo Llobregat: Mohn S.L., Oliveras S.L. y Rosanbus S.L.
Entre los años 2002 y 2003, Mohn puso en marcha los servicios urbanos en dos de las localidades de su ámbito. El primero fue el de Viladecans, desde el 9 de septiembre de 2002. Posteriormente la red se fue ampliando con una segunda línea el 7 de junio de 2004, y una tercera el 20 de abril de 2007. El 31 de marzo de 2003 comenzó a funcionar la línea urbana de Castelldefels. Ese mismo día se cambió la denominación de la línea urbana de Gavá, que funcionaba desde el año 1971 y que anteriormente se denominó L89.
En los años siguientes continuó la mejora continua de los servicios prestados, con la adquisición de nuevos autobuses y aumento de las frecuencias de paso.
Santiago Huch Bosch, el emprendedor que adquirió la empresa a Walter Mohn en los años cincuenta del siglo XX, falleció el 28 de noviembre de 2003. Su mujer, Rosa Miró Jabal, no falleció hasta cuatro años después, el 4 de diciembre de 2007.

### El grupo Baixbus
A principios del año 2005, las tres empresas de autobuses del grupo Cinfromas en el Bajo Llobregat se agruparon bajo una sola marca comercial, con el nombre de Baixbus. Aun así, cada una de ellas mantuvo su independencia societaria, operativa y de imagen, conservando los colores tradicionales en sus vehículos. Pero, poco a poco, la nueva marca se fue utilizando cada vez más para dar una imagen de fortaleza como grupo, y ofrecer una información más sencilla y transparente a los usuarios.
El 19 de mayo de 2005, Mohn puso en servicio una nueva línea nocturna y el 15 de septiembre siguiente otra, sustituyendo esta a la 106 de TMB.
Durante los siguientes años, de concierto con las autoridades titulares (la EMT hasta 2011, sustituida entonces por el Área Metropolitana de Barcelona, AMB), los servicios fueron mejorando progresivamente, básicamente por el aumento de las frecuencias de paso y la renovación continua de la flota de autobuses.
En 2016 Mohn, por primera vez, obtuvo una concesión fuera de Cataluña. En agosto de ese año TUSSAM, la empresa municipal de autobuses urbanos de Sevilla, adjudicó a la Unión Temporal de Empresas (UTE) formada por Mohn S.L. y Empresa Casal S.L. (que también es del grupo Cinfromas) la gestión del servicio de transporte urbano a las barriadas sevillanas de Valdezorras, El Gordillo y Aeropuerto Viejo (líneas 16 y C6), por un periodo de cinco años.
El 13 de marzo de ese mismo año, la AMB presentó la nueva red de autobuses metropolitanos de altas prestaciones, con el objeto de crear siete líneas Exprés (con recorridos más directos y menos paradas) y 14 líneas Metrobús (con alta frecuencia de paso). Mohn opera cinco de las nuevas líneas Exprés. El 22 de marzo de 2018 se puso en servicio la primera de ellas, la E95 entre Castelldefels y la Ronda Universidad en Barcelona. El 27 de febrero de 2019 se pusieron en servicio las otras cuatro. Fueron las líneas E81 (Gavá - Barcelona-Plaça Espanya), E86 (Viladecans - Barcelona-Plaça Espanya), E97 (Castelldefels - Barcelona-Plaça Maria Cristina) y E98 (Gavà - Barcelona-Plaça Maria Cristina).
Al acabar 2019, la empresa Mohn opera 30 líneas de autobuses (cinco urbanas, 18 suburbanas diurnas y siete suburbanas nocturnas), de las cuales 29 concedidas o contratadas por el AMB y una por la Generalidad de Cataluña, con una flota de unos 170 autobuses.
El 27 de febrero de 2020, el AMB convocó concurso público para la operación de todos los servicios actuales de Mohn (excepto la línea de Begas) hasta el 31 de diciembre de 2026, cuyo contrato podrá ser prorrogado por cuatro años. Esto supone la agrupación de las diferentes concesiones y contratos bajo los cuales actualmente trabaja Mohn en uno solo.
En el siguiente cuadro puede verse la evolución estadística de Mohn en los últimos 13 años, recogida por la Autoridad del Transporte Metropolitano. Esta estadística no incluye la línea de Begas, dependiente administrativamente de la Generalidad de Cataluña:
| Año  | Líneas | Longitud red (km) | Autobuses | Viajeros (millones) |
| ---- | ------ | ----------------- | --------- | ------------------- |
| 2007 | 22     | 379,7             | 125       | 15,0                |
| 2008 | 22     | 380,8             | 128       | 15,2                |
| 2009 | 23     | 402,4             | 135       | 15,5                |
| 2010 | 23     | 405,0             | 129       | 16,1                |
| 2011 | 23     | 405,0             | 129       | 16,9                |
| 2012 | 22     | 401,1             | 129       | 16,5                |
| 2013 | 22     | 400,1             | 128       | 16,4                |
| 2014 | 24     | 435,6             | 134       | 17,0                |
| 2015 | 24     | 442,4             | 137       | 17,4                |
| 2016 | 24     | 453,8             | 140       | 17,7                |
| 2017 | 24     | 459,6             | 140       | 18,8                |
| 2018 | 25     | 508,9             | 144       | 20,5                |
| 2019 | 29     | 560,9             | 168       | 21,9                |

## Líneas

### Concesiones
La primera concesión otorgada a Enrich/Bruach o a Juvé (o ambas) fue pasando luego, sucesivamente, a las empresas IMPEX y Mohn.
Entre los años sesenta y setenta, la empresa obtuvo cinco concesiones más para tres líneas nuevas y dos hijuelas, que fueron concedidas por la Dirección General de Ferrocarriles y Tranvías y Transportes por Carretera del Ministerio de Fomento, al tiempo que perdió la concesión de la línea de Begas en favor de otra empresa. Tras la creación de las autonomías durante la Transición, fueron transferidas a estos nuevos órganos administrativos las competencias en materia de transporte por carretera de su ámbito geográfico. Por ello, ya fue la Corporación Metropolitana de Barcelona (CMB) quien en 1980 autorizó el traspaso de la concesión de la línea de San Clemente de Llobregat de Oliveras S.L. a Mohn.
El 14 de abril de 1983, la CMB unificó todas las concesiones de Mohn (excepto la de la línea de Begas) en una sola, denominada U-1, que incorporó las siguientes líneas:
- Barcelona a Gavá (antigua concesión V-2161).
- Barcelona a Gavá, como hijuela-desviación de la V-2161 hasta el cruce de las carreteras CC-245 y B-201 en Gavá.
- Barcelona a la playa de Castelldefels, como prolongación de la concesión V-2161.
- Barcelona a Gavá por Hospitalet de Llobregat (antigua concesión V-2977).
- Barcelona a Gavá por El Prat de Llobregat (antigua concesión V-1977).
- Hijuela-desviación de la anterior, de Gavá al cruce de la carretera B-204 con el camino antiguo de Valencia.
- Barcelona al barrio de Camps Blancs de San Baudilio de Llobregat (antigua concesión V-3166).
- Barcelona a San Clemente de Llobregat (antigua concesión V-488).
- Gavá a La Pineda de Gavá (antigua concesión V-2969).

Además, en el mismo acto, la CMB otorgó a Mohn una nueva concesión:
- De Cornellá de Llobregat (metro de Sant Ildefons) a Gavá, como hijuela de la concesión V-2977, que hasta entonces estaba operando en precario.

El Parlamento de Cataluña aprobó la Ley 12/1987, de regulación del transporte de viajeros por carretera mediante vehículos de motor, el 28 de mayo de 1987. La disposición transitoria primera determinaba la prórroga automática por 20 años de las concesiones que se adaptaran a esta Ley. Mohn hizo lo propio y, por tanto, su concesión unificada quedó prorrogada hasta el año 2007. Posteriormente, la Entidad Metropolitana del Transporte (EMT) concedió una nueva prórroga por diez años, de manera que las concesiones de Mohn caducaron el 31 de diciembre de 2017.
Los servicios metropolitanos nocturnos, así como las líneas a Castelldefels que sustituían a las de la Empresa Rué, ambos puestos en marcha en los años noventa, no fueron objeto de concesión administrativa, sino de contratos de gestión interesada firmados con la EMT.
Ante la inminente caducidad, el 1 de octubre de 2017, el Área metropolitana de Barcelona (AMB) convocó el concurso público del «servicio público de transporte colectivo de viajeros entre Casteldefels, Gavá, Viladecans, Barcelona y otros municipios.»
Este concurso no prosperó, y el 13 de diciembre de 2018 se convocó uno nuevo. Pero se presentó un recurso ante el Tribunal Catalán de Contratos del Sector Público, el cual suspendió la licitación el 27 de febrero de 2019. Posteriormente, la Autoridad Catalana de la Competencia requirió a la AMB la retirada de esta licitación.
Finalmente, el 27 de febrero de 2020, la AMB volvió a anunciar la licitación de este concurso, con fecha de presentación de ofertas hasta el 7 de julio. Cuando se adjudique, el contrato tendrá validez hasta el 31 de diciembre de 2026, aunque podrá prorrogarse por cuatro años. El pliego de condiciones técnicas contempla la creación de cinco nuevas líneas y diversas mejoras y modificaciones de las existentes a lo largo del periodo de vigencia del contrato.
Este concurso afecta a la totalidad de las líneas que opera Mohn actualmente (tanto las concedidas como las de gestión interesada), excepto la 902, cuya concesión es de la Generalidad de Cataluña y actualmente tiene vigencia hasta el 6 de noviembre de 2028.

### Cuadro de líneas
En el cuadro siguiente figuran las líneas actuales que opera Mohn, con el detalle de su historia. Se han marcado en amarillo las líneas históricas de Mohn (o anteriormente IMPEX) o aquellas de los municipios donde tradicionalmente a prestado servicio; en verde las líneas que dan servicio a Castelldefels; y en azul las líneas nocturnas. En negro se marcan líneas antiguas que ya no circulan o no opera Mohn. En las fechas, entre paréntesis figura el momento en que una línea más antigua pasó a ser operada por IMPEX o Mohn.
| Línea | Fecha inicio            | Recorrido                                                              | Historia y comentarios |
| ----- | ----------------------- | ---------------------------------------------------------------------- | --- |
|       |                         |                                                                        | |
| L72   | 07-1974                 | San Baudilio de Llobregat - Barcelona-Plaza España                     | Concesión V-3166. Traspasada a Oliveras S.L. en 2003. |
| L80   | 09-11-1960              | Gavá-Can Tries - Barcelona-Plaza España                                | Antigua concesión V-1977/B-106. |
| E81   | 27-02-2019              | Gavá-Can Tries - Barcelona-Plaza España (calle Lleida)                 | Línea Exprés. |
| L81   | 10-06-1966              | Gavá-Can Tries - Barcelona-Plaza España                                | Hijuela de la concesión V-2161/B-118 por El Prat de Llobregat. |
| L82   | 1923 (22-11-1939)       | Gavá-Av. Juan Carlos I - Hospitalet de Llobregat-Ciudad de la Justicia | Probablemente, esta sea la concesión original Enrich/Bruach o/y Juvé, entre Gavá y Barcelona-Plaza España por el centro de Hospitalet de Llobregat, absorbida luego por IMPEX y por Mohn en 1939. En 1928 se prolongó hasta Castelldefels. El 19 de enero de 1962 se regularizó como concesión V-2161/B-118, pero solo entre Gavá y Barcelona. El 28 de julio de 1969 se regularizó la prolongación hasta la playa de Castelldefels dentro de la misma concesión, prestando este servicio solo en verano. Posteriormente se dejó de prestar este servicio hasta Castelldefels. En 1988 se recortó su recorrido, quedando limitada a Hospitalet de Llobregat. Se prolongó hasta la Ciudad de la Justicia en Hospitalet de Llobregat el 4 de mayo de 2009. |
| L85   | 1977                    | Gavá-Av. Juan Carlos I - Hospitalet de Llobregat-Ciudad de la Justicia | Hijuela de la antigua concesión V-2977. Se prolongó hasta la Ciudad de la Justicia en Hospitalet de Llobregat el 4 de mayo de 2009. |
| L86   | 1983 o antes            | Viladecans-Av. Can Palmer - Barcelona-Plaza España                     | Se creó como línea de refuerzo de la L81, con el mismo recorrido pero limitada a Viladecans, con recorrido por el interior de esta población. |
| E86   | 27-02-2019              | Viladecans-Av. Can Palmer - Barcelona-Plaza España (calle Lleida)      | Línea Exprés. |
| L87   | 1992                    | Viladecans-Av. Can Palmer - Barcelona-Plaza España                     | Se creó como línea de refuerzo de la L80, con el mismo recorrido pero limitada a Viladecans, con recorrido por el interior de esta población. |
| L88   | 1918 (24-04-1980)       | San Clemente de Llobregat - Viladecans                                 | Explotada por Jaume Enrich Amat desde 1918 hasta los primeros años veinte entre Gavá y San Clemente de Llobregat. Se puso de nuevo en servicio en 1923 entre San Clemente de Llobregat y Barcelona, que explotó la empresa San Clemente S.A. desde 1924. Pasó a ser operada provisionalmente por Oliveras S.A. desde el 02-02-1928, por liquidación de la empresa original. Oliveras S.A. obtuvo la concesión definitiva el 15-01-1929. El 26-11-1953 se regularizó la concesión como V-488/B-13. Traspasada por Oliveras S.A. a Mohn por resolución de la CMB el 24 de abril de 1980. En 1985 o 1986, la línea se limitó al recorrido entre San Clemente de Llobregat y Viladecans. |
| E98   | 27-02-2019              | Gavá-Les Panes - Barcelona-Plaza Reina María Cristina                  | Línea Exprés. Expediciones en sentido Gavà-Barcelona solo por la mañana, y en sentido contrario solo por la tarde. |
| 902   | 31-08-1951 (05-10-1990) | Olesa de Bonesvalls - Begas - Barcelona                                | Puesta en servicio por Mohn en 1951. El 9 de julio de 1953, Granja Petit Canigó S.A. obtuvo la concesión definitiva de la línea entre Begas y Gavá (expediente 1661, concesión V-388), que ya operaba anteriormente en precario. El 10-02-1960, Petit Canigó S.A. obtuvo la concesión de la línea de Begas a Barcelona (concesión V-1845/B-93), y dejó de operarla Mohn. Posteriormente, Petit Canigó obtuvo dos nuevas concesiones, como hijuelas-prolongaciones de la anterior. La primera fue otorgada el 11 de diciembre de 1967, entre Gavá y Castelldefels. La segunda el 12 de febrero de 1971, entre Begas y Olesa de Bonesvalls. La concesión de todas estas líneas, que fueron agrupadas, pasó a depender administrativamente de la Generalidad de Cataluña el 7 de enero de 1988 (V-GC-38-B/V-6438). Mohn la recuperó el 05-10-1990, por abandono de la explotación de Petit Canigó. El 6 de noviembre de 2003, la concesión fue prorrogada por 25 años, por lo que caducará el 6 de noviembre de 2028. Actualmente solo presta servicio entre Olesa de Bonesvalls, Begas, Barcelona y vv los sábados y domingos, quedando limitada al recorrido Olesa de Bonesvalls-Begas-Gavá los días laborables. |
| GA1   | 04-1971 (21-04-1978)    | Urbana de Gavá                                                         | Fue puesta en servicio en 1971 por Mohn y suprimida en 1972, por un conflicto legal con otro operador del mismo servicio (Vicente Agustí Martínez, concesión V-2969/B-173). El 21 de abril de 1978 pasó de nuevo a manos de Mohn. En los años ochenta se denominó L89, cambiando su nombre a Gavabús en 2003, y posteriormente a GA1. |
| VB1   | 09-09-2002              | Urbana de Viladecans                                                   | |
| VB2   | 07-06-2004              | Urbana de Viladecans                                                   | |
| VB3   | 20-04-2007              | Urbana de Viladecans                                                   | Suprimida el 15-03-2012. |
| VB4   | 05-07-2008              | Urbana de Viladecans                                                   | Es una línea temporal que va a la playa de la Murtra y solo funciona en verano. Se opera con contrato de servicios, que sale a concurso periódicamente. El 19 de mayo de 2020 se convocó la licitación para la operación durante los años 2020 y 2021. El 22 de julio de 2020 se adjudicó este contrato a la UTE Servei platges Viladecans, formada por cuatro empresas del grupo gallego Monbus; por tanto, Mohn dejó de operarla. Se incorporará a la nueva concesión conjunta actualmente en licitación en el año 2022. |
| L94   | 15-07-1945 (28-05-1992) | Castelldefels-Les Botigues de Sitges - Barcelona-Ronda Universidad     | Era la antigua línea T-11, operada anteriormente por TBSAE, Urbas, Transportes de Barcelona y Empresa Rué, sucesivamente. Durante muchos años fue una concesión de RENFE (concesión V-140, discrecional con reiteración de itinerario), hasta que se integró al contrato de gestión interesada de Castelldefels hacia el año 2010. Más o menos al mismo tiempo pasó de prestar servicio solo en verano a ser una línea diaria todo el año. |
| L95   | 10-04-1995              | Castelldefels-Av. del Poal - Barcelona-Ronda Universidad               | Nueva línea, que sustituyó a las antiguas operadas por la Empresa Rué. |
| E95   | 22-03-2018              | Castelldefels-Av. Lluís Companys - Barcelona-Ronda Universidad         | Línea Exprés. |
| L96   | 10-04-1995              | Castelldefels-Bellamar - San Baudilio de Llobregat-Estación FGC        | Nueva línea, que sustituyó a las antiguas operadas por la Empresa Rué. |
| L97   | 10-04-1995              | Castelldefels-Bellamar - Barcelona-Plaza Reina María Cristina          | Nueva línea, que sustituyó a las antiguas operadas por la Empresa Rué. |
| E97   | 27-02-2019              | Castelldefels-Santiago Rusiñol - Barcelona-Plaza Reina María Cristina  | Línea Exprés. Expediciones en sentido Castelldefels-Barcelona solo por la mañana, y en sentido contrario solo por la tarde. |
| L99   | 17-06-2009              | Castelldefels-Pg. del Pitort - Aeropuerto de El Prat                   | El 26 de junio de 2019 modificó su recorrido en Castelldefels. |
| CF1   | 31-03-2003              | Urbana de Castelldefels                                                | |
| N12   | 28-09-1990              | San Feliú de Llobregat - Barcelona-Paseo de Colón                      | Línea nocturna. Fue inicialmente denominada LN1, y cambió a ser la N12 en 1992. Inicialmente hasta Ronda Universidad en Barcelona. Fue prolongada hasta Paseo de Colón el 15 de junio de 1998. |
| N13   | 28-09-1990              | San Baudilio de Llobregat - Barcelona-Ronda Universidad                | Línea nocturna. Fue inicialmente denominada LN2, y cambió a ser la N13 en 1992. |
| N14   | 28-09-1990              | Castelldefels - Barcelona-Ronda Universidad                            | Línea nocturna, por San Baudilio de Llobregat. Fue inicialmente denominada LN3, y cambió a ser la N14 en 1992. |
| N15   | 15-06-1998              | San Juan Despí - Barcelona-Paseo de Colón                              | Línea nocturna. Inicialmente hasta Ronda Universidad en Barcelona. Fue posteriormente prolongada hasta Paseo de Colón. |
| N16   | 19-05-2005              | Castelldefels - Barcelona-Ronda Universidad                            | Línea nocturna, por el aeropuerto de El Prat. |
| N17   | 15-09-2005              | Aeropuerto de El Prat - Barcelona-Ronda Universidad                    | Línea nocturna. Sustituyó a la 106 de TMB, que solo llegaba hasta la Plaza de España en Barcelona. |
| N18   | 01-06-2017              | Aeropuerto de El Prat - Barcelona-Ronda Universidad                    | Línea nocturna tipo exprés. |

## Flota de vehículos

### Decoración y numeración
Se desconoce el color con el iban pintados los autobuses de IMPEX. Al parecer, tampoco iban numerados.
Por lo que respecta a Mohn, tradicionalmente, el color con el que se ha identificado a esta empresa es el amarillo integral con una franja negra debajo de las ventanas, aunque algunos autobuses circularon sin esta franja. Esta imagen probablemente se comenzó a adoptar a mediados de los años cincuenta, cuando la familia Huch se hizo con la propiedad de la empresa, tal y como lo atestiguan fotos de la época. Esta decoración se completaba con el «escudo» de la empresa: un óvalo en ambos laterales con la inscripción Autobuses Viladecans resiguiendo el óvalo, y Mohn S.L. en el centro. Se desconoce cuál fue la decoración usada anteriormente por los autobuses de Walter Mohn.
A partir de 1983, con la recepción de los autobuses 108-113, se cambió la imagen corporativa de la empresa, sustituyendo el tradicional amarillo con franja negra por una imagen con dos colores: amarillo pálido en la mitad inferior, blanco en la superior. Además, con este cambio de imagen los autobuses perdieron la denominación de Autobuses Viladecans/Mohn S.L., siendo sustituida por la de Mohn S.L. Viladecans, y más adelante tan solo Mohn S.L., cuando comenzaron a añadirse las marcas de la Entidad Metropolitana del Transporte (EMT).
Estos colores se aplicaron a pocos vehículos, dado que desde el año 1988 la EMT estableció una imagen de marca homogénea para los autobuses bajo su tutela, que requería pintar los coches de color blanco con los testeros y una franja central de un determinado color para cada empresa. A Mohn le correspondió, en toda lógica, el color amarillo. A partir de 2004, este esquema varió ligeramente en los autobuses destinados a los servicios urbanos, al añadir en la parte delantera de los laterales un dibujo con una vista parcial del plano callejero, personalizado para cada una de las poblaciones donde se prestaba ese servicio. Aplicado luego en otras empresas, este dibujo del callejero fue una iniciativa de Mohn.
Los autobuses de la empresa comenzaron a cambiar de imagen de nuevo a partir de 2018, cuando el AMB decidió unificar los colores de todos los autobuses metropolitanos. El nuevo color es plateado, con testeros y una línea superior en amarillo y el techo blanco.
Por lo que respecta a la numeración, los autobuses se han numerado siempre correlativamente, desde los primeros que tuvo Mohn en 1939 heredados de IMPEX. Unos años después de la creación de la marca Baixbus en 2005, la integración de las tres empresas fue siendo cada vez mayor, y en 2010 se adoptó un nuevo sistema de numeración de los autobuses, consistente en añadir una cifra de millar al número del vehículo en función de la empresa propietaria, pero manteniendo la correlación. A Mohn le correspondió el «1», por lo que al coche 305 le siguió el 1306. Esto no significó la incorporación del millar a los autobuses numerados anteriormente.

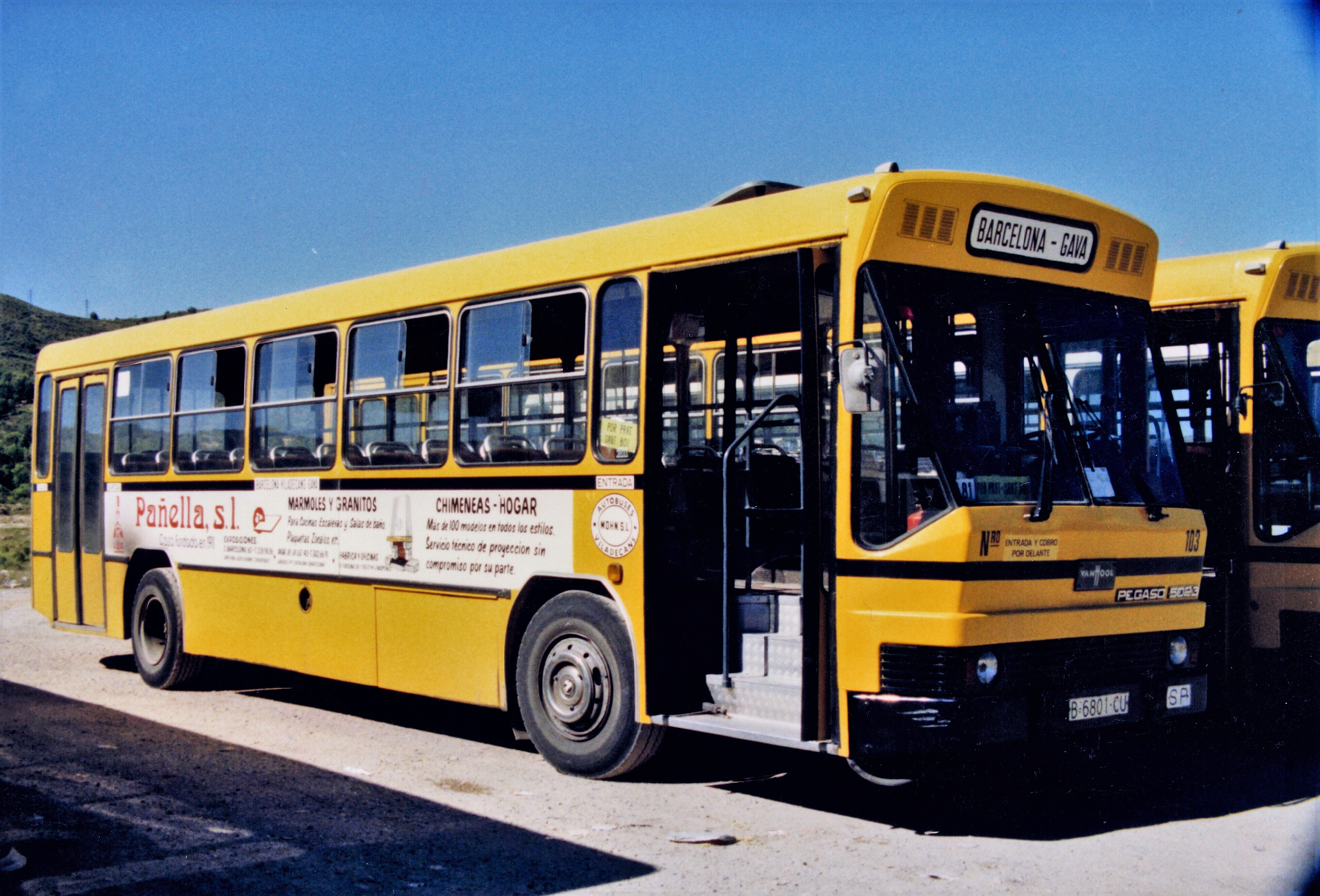
En la terminal de Gavá en la Carretera de Begas, el autobús 103, con los colores usados entre los años cincuenta y 1983.
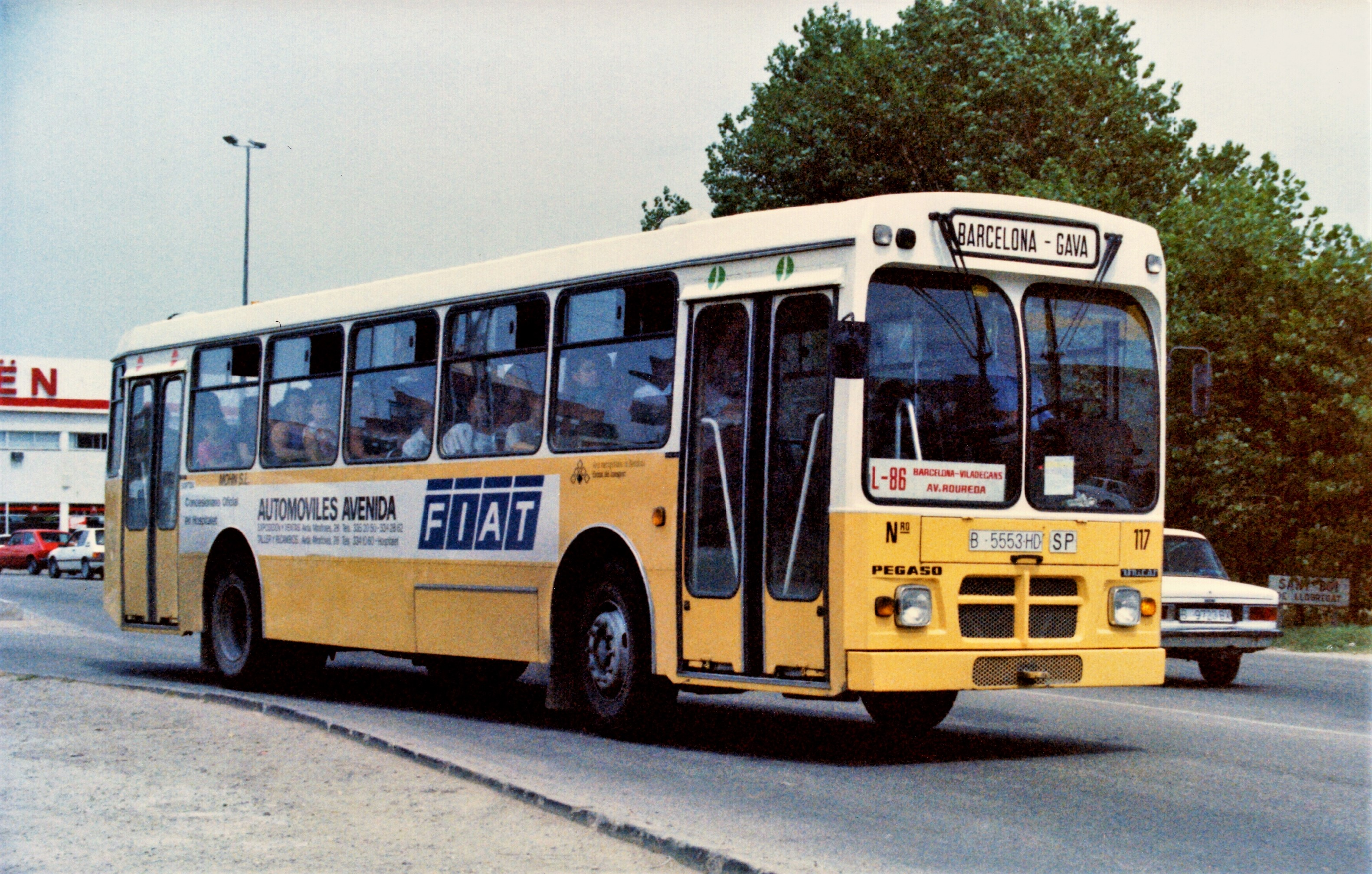
El 117 en San Baudilio de Llobregat, con los colores usados entre los años 1983 y 1988.
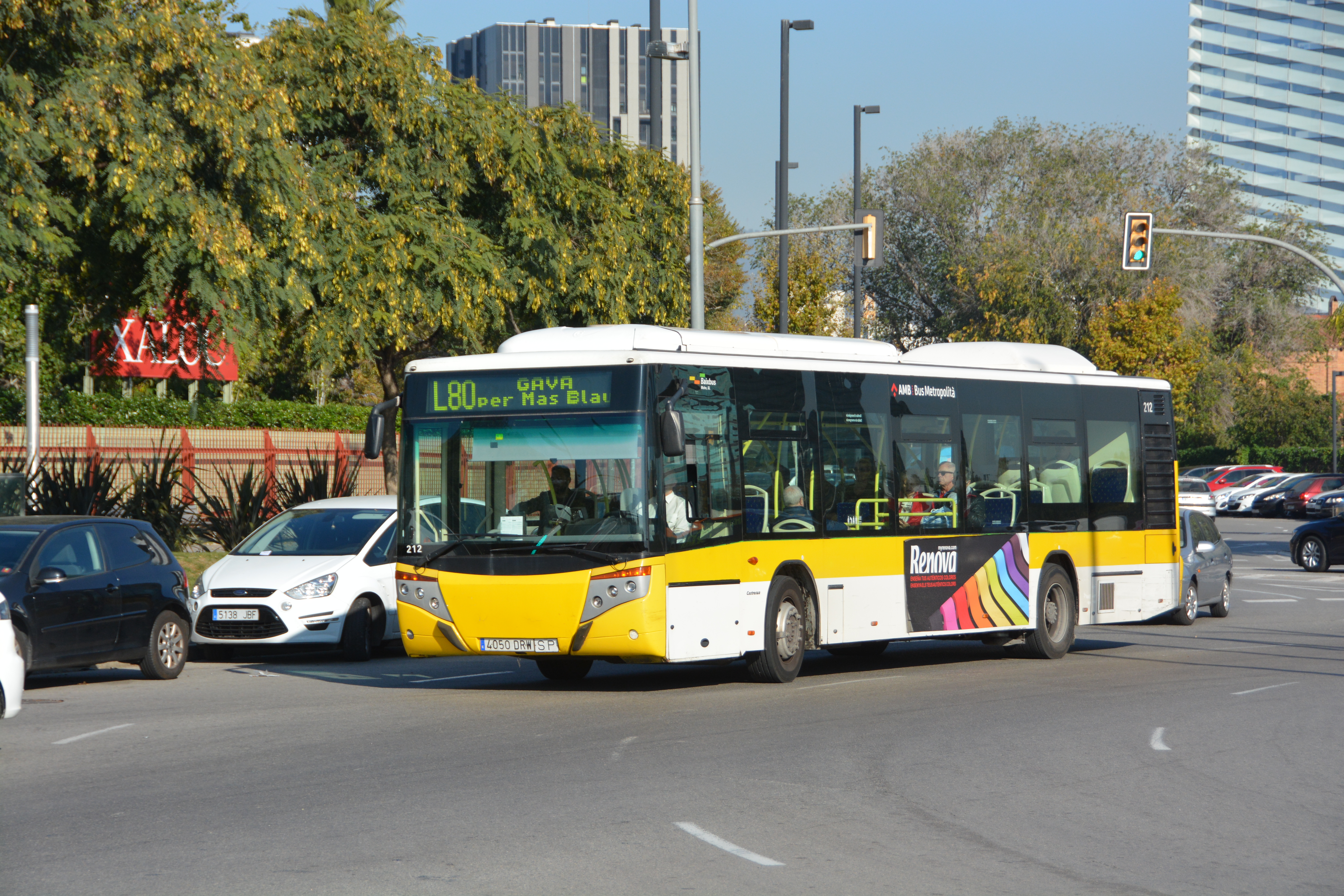
En la Avenida de la Granvia de Hospitalet de Llobregat, el 212 con la decoración usada entre 1988 y 2018.
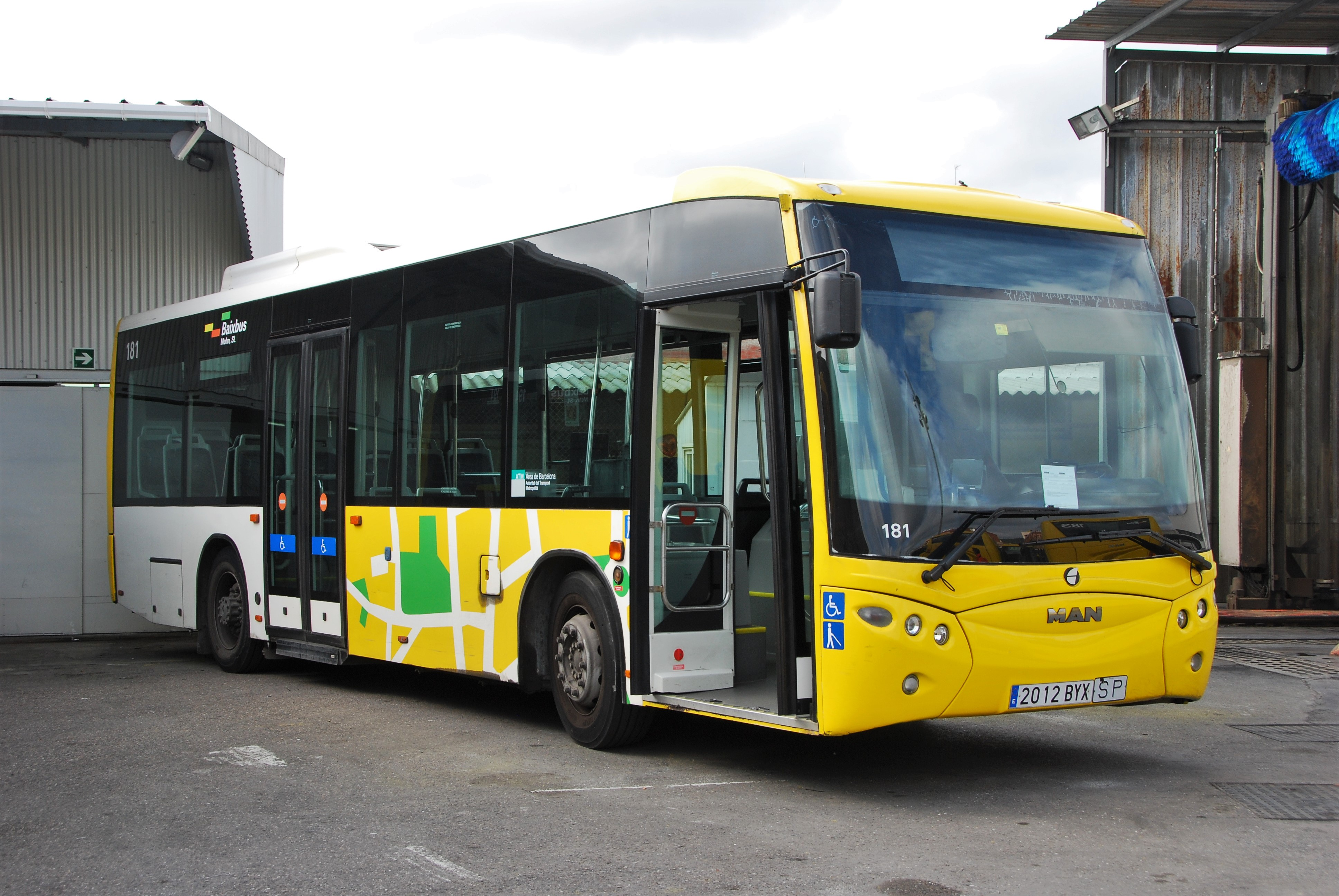
Variante de la decoración usada entre 2004 y 2018 para los servicios urbanos, en este caso el de Viladecans.
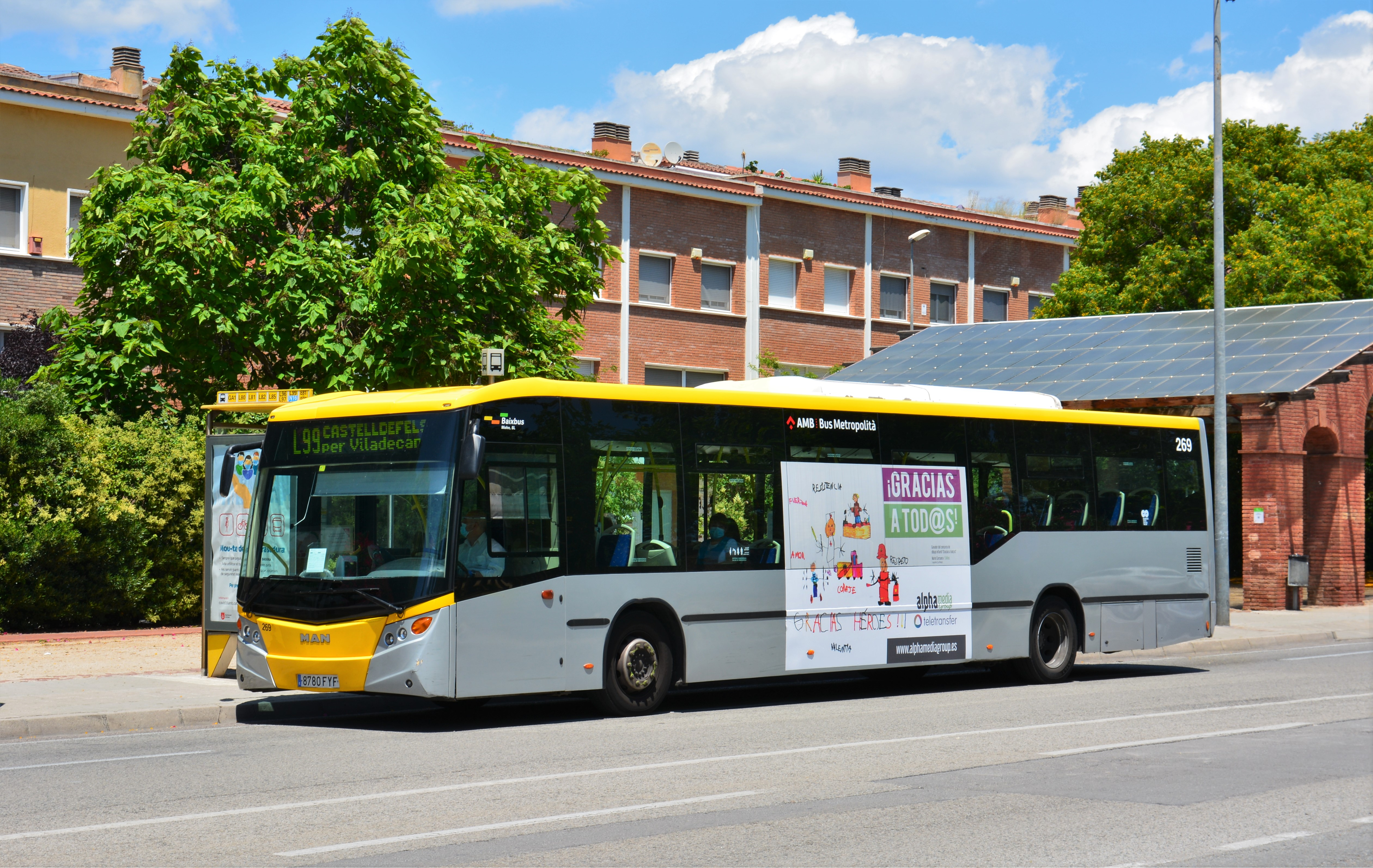
En Gavá, el 269 repintado con los colores de la AMB, en uso desde 2018.

### La flota de IMPEX
La información sobre los autobuses que tuvo IMPEX es un poco imprecisa, aunque se dispone de datos de casi todos los que tuvo. Es más que probable que IMPEX heredara alguno de los autobuses de los antiguos concesionarios. Se sabe que en 1926 IMPEX tenía siete autobuses alemanes, aunque algunas fuentes dicen que fueron fabricados por Vogtländische Maschinenfabrik AG (Vomag),, pero otras citan como fabricante a la también alemana Waggon- und Maschinenbau Görlitz (Wumag). Parece que en 1928 tenía diez autobuses: cuatro Vomag o Wumag, tres Magirus y tres Hispano Suiza. Posteriormente se incorporaron otros autobuses de diversas marcas.
En el cuadro siguiente se presentan los datos conocidos de los autobuses de IMPEX.
| Matrícula | Fabricante    | Puesta en servicio | Baja del servicio | Características  | Observaciones |
| --------- | ------------- | ------------------ | ----------------- | ---------------- | --- |
| B-7.357   | Vomag o Wumag | 1924               | 1930              | 40 CV, 22 plazas | Adquirido de segunda mano a Pere Juvé. |
| B-8.775   | Vomag o Wumag | 1924               | 1931              | 35 CV, 30 plazas | Adquirido de segunda mano a Pere Juvé. |
| B-9.748   | Vomag o Wumag | 1924?              | 1930              | 35 CV, 21 plazas | |
| B-11.297  | Magirus       | 1924?              | 1929              | 34 CV, 25 plazas | |
| B-13.730  | Vomag o Wumag | ?                  | 1935              | 35 CV, 28 plazas | |
| B-18.626  | Vomag o Wumag | 1925               | 1936              | 35 CV, 30 plazas | |
| B-20.238  | Vomag o Wumag | 1926               | 1932              | 35 CV, 28 plazas | |
| B-34.073  | Hispano Suiza | 1928               | 1941              | 27 CV, 30 plazas | Traspasado a Mohn. |
| B-43.822  | Hispano Suiza | 1930               | ?                 | 27 CV, 30 plazas | Traspasado a Mohn. |
| B-45.788  | Chevrolet     | 1930               | ?                 |                  | |
| B-46.879  | International | 1931               | 1938              | 25 CV, 32 plazas | Perdido durante la Guerra Civil. |
| B-48.609  | Hispano Suiza | 1932               | ?                 | 35 CV, 32 plazas | Traspasado a Mohn. Reducidas sus plazas a 23 en 1943.                                                                                           |
| B-52.700  | International | 1933               | ?                 | 25 CV, 32 plazas | Requisado durante la Guerra Civil. Recuperado antes de 1944 por Mohn.                                                                           |
| B-56.525  | International | 1934               | ?                 | 25 CV, 32 plazas | Traspasado a Mohn. Dado de baja en abril de 1942 y transformado como camión. Transformado de nuevo como autobús en 1949, con 33 CV y 29 plazas. |
| B-58.206  | Blitz         | ?                  | 1937              | 21 CV            | Perdido durante la Guerra Civil. |
| B-61.689  | International | 1935               | 1938              | 25 CV, 29 plazas | Perdido durante la Guerra Civil. |
| B-66.971  | Hispano Suiza | 1937               | ?                 | 37 CV, 32 plazas | Traspasado a Mohn. |
| B-66.972  | Hispano Suiza | 1937               | ?                 | 37 CV, 32 plazas | Traspasado a Mohn. |

### Flota antigua de Mohn
Los datos conocidos con mayor o total certeza sobre la flota de Mohn comienzan a mediados de los años sesenta, a partir del autobús número 41. La mayoría de los autobuses anteriores a este fueron fabricados por Pegaso, y se sabe que en los años cincuenta se pusieron en servicio, al menos, los números 12 al 34. Se puede deducir, por tanto, que los autobuses traspasados por IMPEX podrían haber sido numerados entre el 1 y el 11, y que fueron dados de baja a lo largo de los años cuarenta y principios de los cincuenta.
Entre 1966 y 1986, todos los autobuses adquiridos por Mohn, menos uno, fueron Pegaso de diferentes modelos y con diferentes carrocerías. De entre los 78 autobuses comprendidos entre los números 41 y 118, destacan las siguientes series:
- Seis autobuses articulados Pegaso 6035 A (números 52, 56 a 58, 60 y 62).
- Diez autobuses Pegaso 6035-5 (números 68 a 77).
- El prototipo del modelo Pegaso 6050, carrozado por Ciscar (número 80).
- 16 autobuses con carrocería U-75 de Unicar, sobre bastidores 5023 o 5024 de Pegaso (números 81 a 90, 102 a 107, 113 y 114). Cuatro de ellos fueron adquiridos de segunda mano a Oliveras S.L.
- 18 autobuses carrozados en Zaragoza por Van Hool, sobre bastidores Pegaso 5023 (números 91 a 101, 103, 104 y 108 a 112).

En 1987 se pusieron en servicio los primeros autobuses extranjeros: catorce Volvo B10M, trece de ellos (números 119 a 131) con carrocería de Hispano Carrocera y uno (el 132) con la carrocería Urca de Camelsa. Estos fueron, además, los primeros de la flota en disponer de aire acondicionado, y los últimos de piso alto.
Las series posteriores tuvieron bastidores de Iveco y MAN, casi todos con carrocerías Castrosua CS-40 City. Hay que destacar los diez midibuses MAN adquiridos entre 2002 y 2004 para los servicios urbanos, con carrocería Castrosúa CS40 Magnus (números 180 a 186, 189, 194 y 195).

### Flota actual de Mohn
Desde el año 2003, la mayoría de los autobuses nuevos incorporados a la flota no son propiedad de Mohn, sino del Área metropolitana de Barcelona (AMB), que los cede a la empresa para su uso y han de ser devueltos al AMB cuando finalicen los contratos, si es el caso. Actualmente, 146 autobuses de Mohn están en este régimen, y serán subrogados al concesionario que gane el concurso que actualmente está en licitación.
En el cuadro siguiente figuran las diferentes series de autobuses que Mohn tiene actualmente en servicio. Están ordenados por número y por modelos.
| Imagen                                 | Números                 | Cantidad                      | Bastidor                           | Carrocería                    | Puesta en servicio                                                                             | Observaciones |
| -------------------------------------- | ----------------------- | ----------------------------- | ---------------------------------- | ----------------------------- | ---------------------------------------------------------------------------------------------- | --- |
| 4                                      |                         |                               |                                    |                               |                                                                                                | |
|                                        | 187, 188, 190-193 y 196 | 7                             | MAN NL263F/1                       | Castrosúa CS40 City II        | 2003-2004                                                                                      | |
|                                        | 200-204 y 209-211       | 8                             | Irisbus Iveco 591E.12.29 Cityclass | Castrosúa City Versus         | 2005                                                                                           | Comienzan a darse de baja en 2007.                                                                                  |
| 280-284                                | 5                       | 2008                          | Irisbus Iveco 591E.12.29 Cityclass | Castrosúa City Versus         |                                                                                                | |
| 1306-1311                              | 6                       | Irisbus Iveco Cityclass 12.29 | 2010                               | Castrosúa City Versus         |                                                                                                | |
| 1315-1329                              | 15                      | Irisbus Iveco Citelis 12      | 2011                               | Castrosúa City Versus         |                                                                                                | |
| 1339-1342, 1344-1347, 1350-1352 y 1366 | 12                      | Irisbus Citelis 12            | 2012-2014                          | Castrosúa City Versus         |                                                                                                | |
|                                        | 205-208                 | 4                             | Irisbus Iveco 591E.12.29 Cityclass | Noge Cittour                  | 2005                                                                                           | Comienzan a darse de baja en 2014.                                                                                  |
| 275-279 y 287-291                      | 10                      | 2008                          | Irisbus Iveco 591E.12.29 Cityclass | Noge Cittour                  |                                                                                                | |
|                                        | 212-215                 | 4                             | MAN NL243F (A38)                   | Castrosúa City Versus         | 2005                                                                                           | Adquiridos de segunda mano en 2005 a Rosanbus (números 72 a 75, respectivamente).                                   |
| 229-236                                | 8                       | MAN NL263F                    | CARSA City Versus                  | 2006                          |                                                                                                | |
| 285, 286 y 292-305                     | 16                      | MAN NL273F                    | Castrosúa City Versus              | 2008                          |                                                                                                | |
| 1314                                   | 1                       | MAN NL283F                    | Castrosúa City Versus              | 2010                          |                                                                                                | |
| 1334-1338                              | 5                       | MAN NL283F                    | Castrosúa City Versus              | 2011                          |                                                                                                | |
| 1348, 1349 y 1353                      | 3                       | MAN NL283F                    | Castrosúa City Versus              | 2014                          | Asignados al servicio urbano de Gavá.                                                          | |
|                                        | 237-241, 273 y 274      | 7                             | MAN NM244F                         | Castrosúa CS40 Magnus         | 2006-2008                                                                                      | Midibuses adquiridos para los servicios urbanos de Gavá y Viladecans. Comienzan a darse de baja en 2011.            |
| 1371 y 1372                            | 2                       | MAN NM223F                    | 2003-2006                          | Castrosúa CS40 Magnus         | Midibuses. Adquiridos de segunda mano en 2016 a Oliveras (números 174 y 164, respectivamente). | |
|                                        | 242-256                 | 15                            | MAN NL273F                         | Burillo Ceres-Thor Metalfuert | 2007                                                                                           | |
|                                        | 257-272                 | 16                            | MAN 18.310 HOCL                    | Castrosúa CS40 Magnus II      | 2007                                                                                           | |
|                                        | 1312 y 1313             | 2                             | MAN 18.310 HOCL                    | Tata Hispano Intea            | 2011                                                                                           | |
|                                        | 1330-1332               | 3                             | Irisbus Crossway LE                | Irisbus Crossway LE           | 2011                                                                                           | |
| 1373                                   | 1                       | Iveco Bus Crossway LE         | Iveco Bus Crossway LE              | 2017                          | Asignado a la línea Barcelona-Begas-Olesa de Bonesvalls.                                       | |
|                                        | 1333                    | 1                             | MAN NL253 Hybrid Lion's City       | MAN NL253 Hybrid Lion's City  | 2011                                                                                           | |
| 1362-1364                              | 3                       | 2014                          | MAN NL253 Hybrid Lion's City       | MAN NL253 Hybrid Lion's City  |                                                                                                | |
|                                        | 1343                    | 1                             | Pegaso 6035A                       | Hugas                         | 1968                                                                                           | Autobús articulado. Adquirido en 2012 a la Associació d'Amics del Ferrocarril de Barcelona como vehículo histórico. |
|                                        | 1354-1357 y 1360        | 5                             | Heuliez GX137                      | Heuliez GX137                 | 2014                                                                                           | |
|                                        | 1358, 1359 y 1361       | 3                             | Heuliez GX337 Hybrid               | Heuliez GX337 Hybrid          | 2016                                                                                           | |
|                                        | 1365                    | 1                             | Heuliez GX127                      | Heuliez GX127                 | 2011                                                                                           | Asignado a la línea L88.                                                                                            |
|                                        | 1369                    | 1                             | Volvo B9LA                         | Tata Hispano Area             | 2011                                                                                           | Autobús articulado. Adquirido de segunda mano en 2015 a la Empresa Cabrero de Valladolid (número 264).              |
|                                        | 1370                    | 1                             | Irizar i2e                         | Irizar i2e                    | 2016                                                                                           | Autobús eléctrico.                                                                                                  |
| 1389-1401                              | 13                      | 2019                          | Irizar i2e                         | Irizar i2e                    | Autobuses eléctricos.                                                                          | |
|                                        | 1374                    | 1                             | MAN 18.314 HOCL                    | Sunsundegui Astral            | 2007                                                                                           | Adquirido de segunda mano en 2018 a la Empresa Casal S.L., de Sevilla (número 442).                                 |
| 1403                                   | 1                       | 2007                          | MAN 18.314 HOCL                    | Sunsundegui Astral            | Adquirido de segunda mano en 2018 a la Empresa Casal S.L., de Sevilla (número 437).            | |
|                                        | 1375-1388               | 14                            | Heuliez GX437 Hybrid               | Heuliez GX437 Hybrid          | 2019                                                                                           | Autobuses articulados.                                                                                              |
|                                        | 1405-1407 i 1419-1425   | 10                            | Heuliez GX337 Hybrid               | Heuliez GX337 Hybrid          | 2020-2021                                                                                      | |
|                                        | 1408                    | 1                             | Mercedes Benz O530 Citaro          | Mercedes Benz O530 Citaro     | 2020                                                                                           | Adquirido de segunda mano a un importador.                                                                          |
|                                        | 1409-1418               | 10                            | Scania K320UB                      | Castrosua Magnus E            | 2020                                                                                           | |

### Vehículos históricos

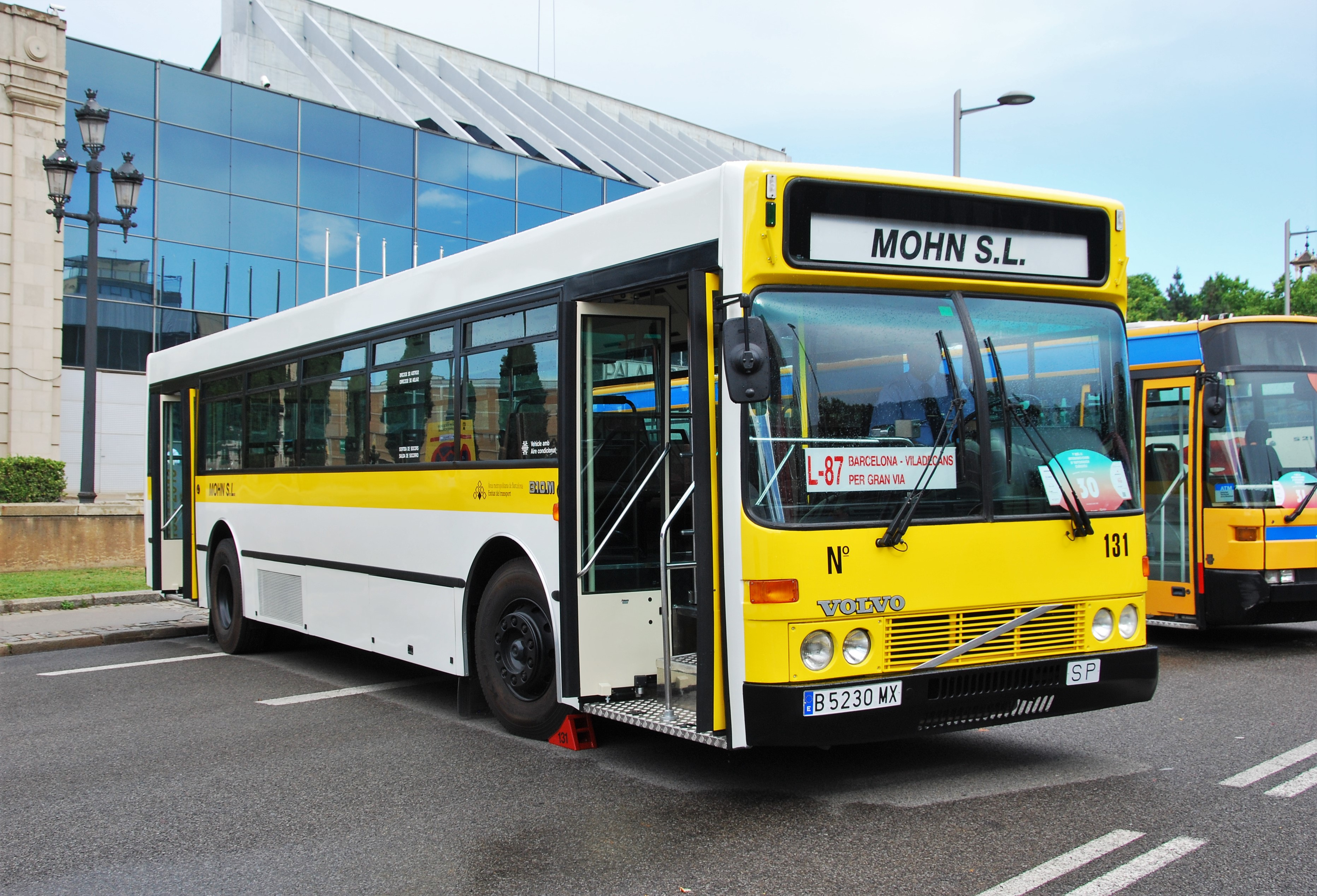
El Volvo 131 durante su presentación en el Rally de Autobuses Clásicos Barcelona-Caldes.

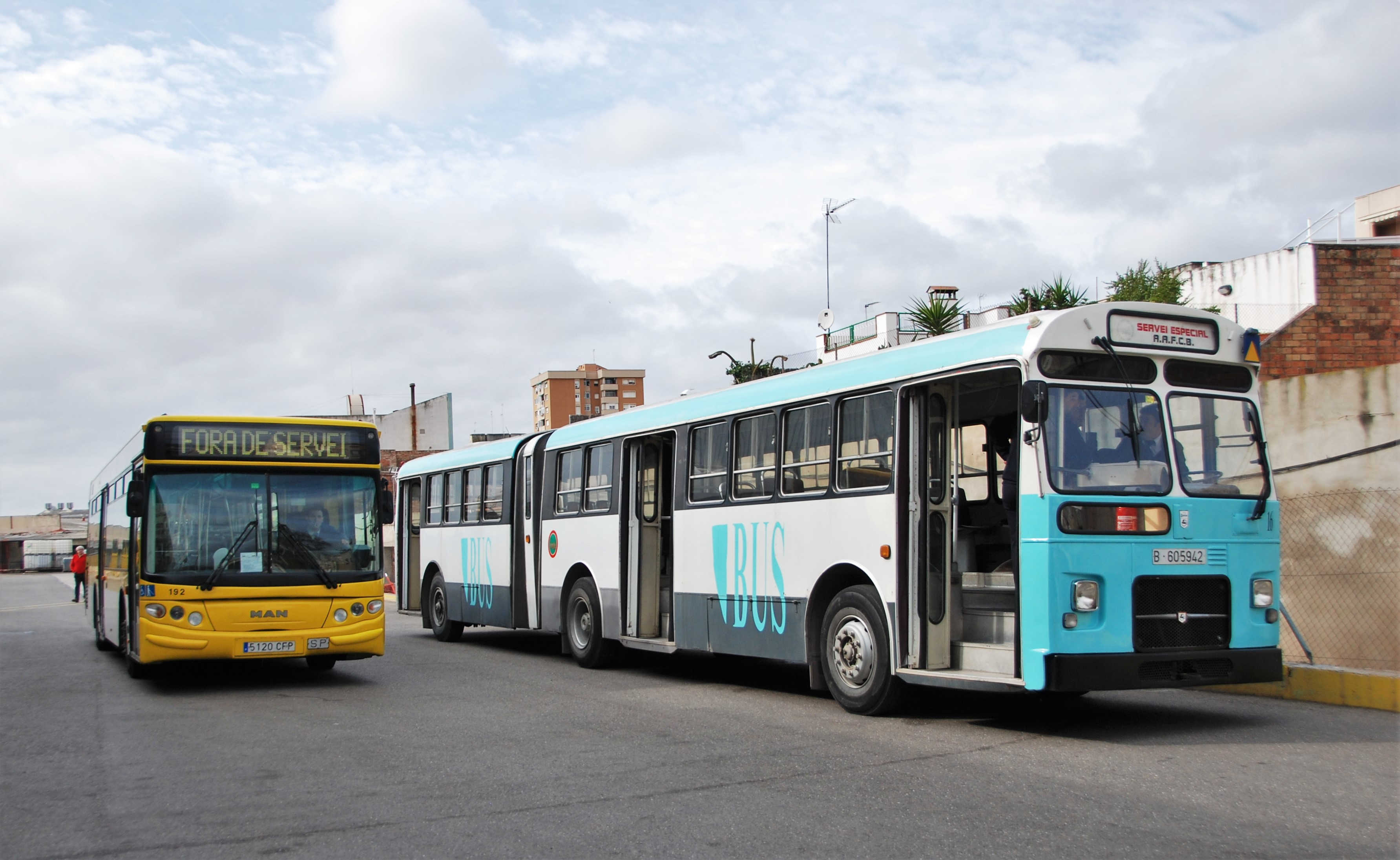
El Pegaso 6035A cuando aún era propiedad de la AAFCB, en las cocheras de Mohn en Viladecans.

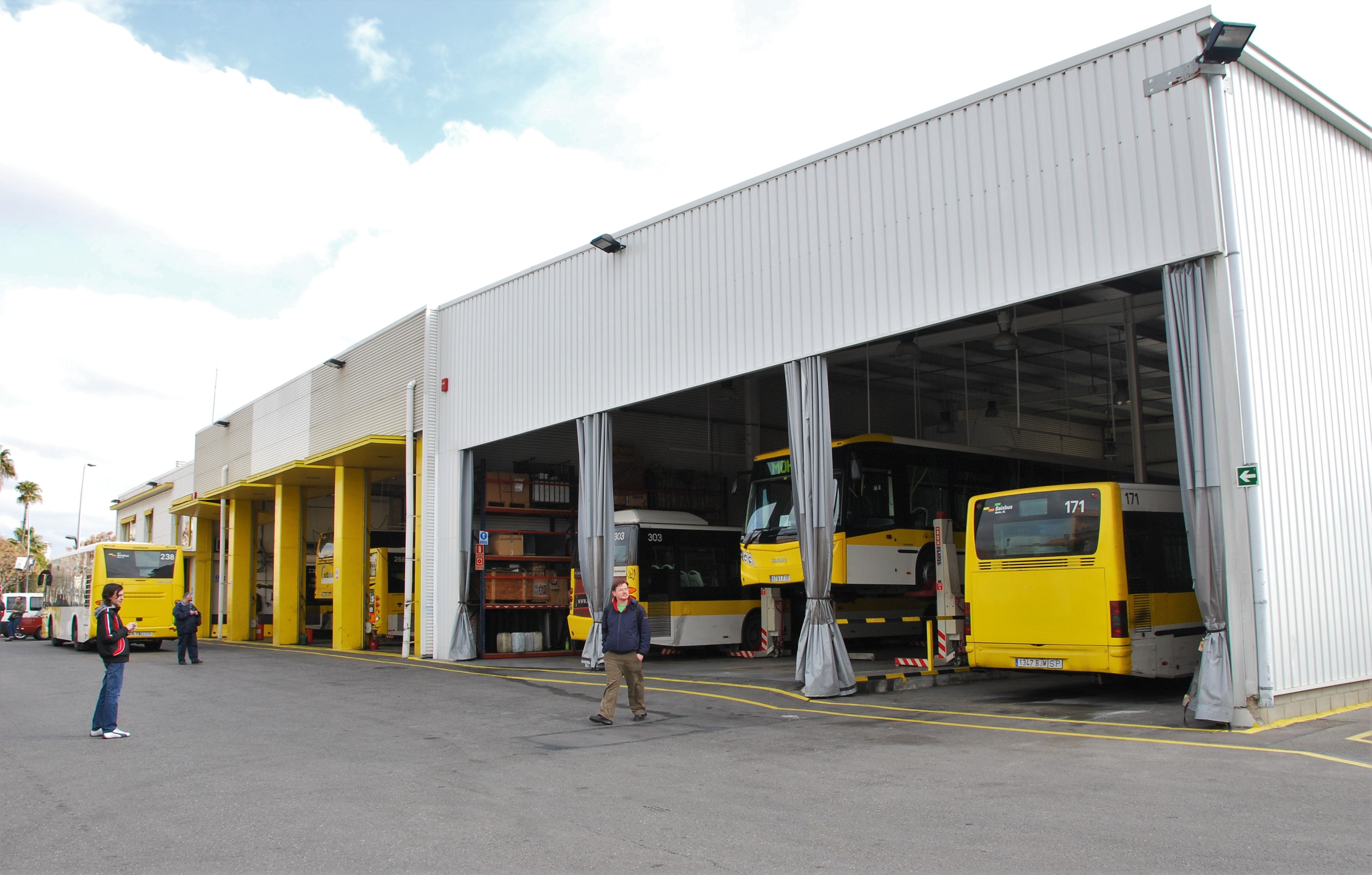
Taller de mantenimiento de autobuses en las cocheras de Mohn en Viladecans.

Mohn tiene dos autobuses preservados como históricos, uno en estado de marcha y otro no.

#### El Volvo 131
El 29 de mayo de 2013 se presentó oficialmente la restauración del autobús número 131 como vehículo histórico. Con un bastidor B10M de Volvo y una carrocería de la desaparecida empresa zaragozana Hispano Carrocera, fue puesto en servicio en enero de 1992, y retirado del mismo en diciembre de 2006 por la obligatoriedad de que a partir del 1° de enero de 2007 toda la flota debía ser de piso bajo. La restauración la hizo una de las empresas del grupo, Rosanbus, en su taller de Hospitalet de Llobregat. Este autobús fue el último de la serie de trece de ese modelo, que fue la última serie de autobuses de piso alto de Mohn, y la primera en estar equipados con aire acondicionado. Tras su restauración, los primeros viajes públicos los hizo durante la cuarta edición del Rally de Autobuses Clásicos Barcelona-Caldes de Montbui. Posteriormente se utilizó en diversas actividades culturales y escolares, y participó en las ediciones de los años 2014 y 2015 del Rally de Autobuses Clásicos, dejando de utilizarse en el año 2016.

#### El Pegaso 6035 articulado
El 9 de octubre de 2012, oficialmente Mohn adquirió un viejo autobús del año 1968. Se trata de un Pegaso 6035 A articulado, con carrocería de Hugás, que fue puesto en servicio en enero de 1968 por Transportes de Barcelona S.A., donde tenía el número 3031. A finales de 1985, Transportes Metropolitanos de Barcelona lo dio de baja del servicio siendo vendido en 1987 a la Universidad Autónoma de Barcelona (UAB). En aquella época, la Universidad tenía su propio servicio de autobuses para los desplazamientos internos dentro del campus, y el enlace con la estación de tren de Cerdanyola Universitat. En 2003, la UAB adquirió autobuses de segunda mano, pero más modernos, comenzando a dar de baja los Pegaso 6035.
Un grupo de miembros de la Asociación de Amigos del Ferrocarril de Barcelona (AAFCB), especializados en el transporte urbano, inició entonces conversaciones para preservar uno de los Pegaso 6035. El 15 de diciembre de 2003, la UAB cedió oficialmente el autobús 16 (el antiguo 3031 de TMB) a la AAFCB. Desde entonces, depositado y mantenido en las cocheras de la UAB, realizó numerosos viajes especiales para los socios de la AAFCB y otros actos públicos, entre los años 2004 y 2012. Además, ocasionalmente era usado por la UAB para atender sus servicios universitarios. En 2009, la UAB dejó de prestar directamente el servicio y lo concedió a la empresa Autocares Font, aunque se seguían utilizando las instalaciones y los vehículos de la propia UAB.
Finalmente, en 2012 Autocares Font dejó de utilizar los autobuses y la cochera de la UAB, por lo que el autobús histórico 16 debía encontrar otra ubicación donde conservarse, coincidiendo en el tiempo con las dificultades económicas que vivía la AAFCB, motivadas por el cambio forzado de local social. Por ello, en octubre de 2012 el autobús 16 se cedió oficialmente por la AAFCB a Mohn, que lo incorporó a su flota con el número 1343. La intención era restaurarlo con los colores antiguos de Mohn, para rememorar a los seis autobuses del mismo tipo que esta empresa adquirió entre 1969 y 1971 (números 52, 56 a 58, 60 y 62). No obstante, desde 2012 el autobús se encuentra dado de baja y no se ha iniciado ningún trabajo de restauración.

### Cocheras
Mohn dispone de dos instalaciones para el estacionamiento y mantenimiento de sus vehículos. La más antigua se encuentra en la calle del Migdia de Viladecans, en pleno centro urbano, y es propiedad de Mohn. En una parcela de unos 8.000 m², dispone de espacio para estacionar unos 50 autobuses, y un edificio con talleres y las oficinas centrales de la empresa. La otra se encuentra en la calle de la Ciencia de Gavá, y está alquilada al ayuntamiento de Gavá por el Área metropolitana de Barcelona, que cede su uso a Mohn. Puesta en servicio el 28 de enero de 2010, ocupa una parcela de 10.500 m² y tiene capacidad para unos 80 autobuses. No dispone de taller, pero si de equipos para la limpieza y repostaje de los autobuses. En 2019 se instalaron conexiones para la carga de los nuevos autobuses eléctricos.